# Simon Carmiggelt
Simon Johannes Carmiggelt (Den Haag, 7 oktober 1913 – Amsterdam, 30 november 1987) was een Nederlands journalist, columnist, schrijver en dichter. Onder het pseudoniem Kronkel publiceerde hij bijna veertig jaar vrijwel dagelijks een cursiefje in dagblad Het Parool, waarin hij gewone zaken op verrassende wijze omschreef, met oog voor humor in het verschil tussen ideaal en werkelijkheid. In de loop der jaren werd de schrijfstijl soberder en de humor treuriger. De selectie in jaarlijkse bundels en zijn voordrachten voor de televisie leverden hem een grote populariteit op. Cabaretteksten schreef hij voor onder meer Wim Kan en Wim Sonneveld, waaronder Sonnevelds conferences Croquetten en De jongens. In 1961 werd Carmiggelt de Constantijn Huygens-prijs toegekend en in 1977 de P.C. Hooft-prijs voor het jaar 1974. 
In de jaren 70 genoot hij tevens enige bekendheid als tv-persoonlijkheid door zijn korte wekelijkse uitzendingen van de VARA van de serie Kronkels (tevens de titel van zijn cursiefjes of columns in dagblad Het Parool), waarin hij voorlas uit eigen werk. Een aantal door hemzelf voorgelezen teksten is ook uitgegeven op vijf grammofoonplaten.
Kenmerkend voor Carmiggelt was dat hij graag de rol aannaam van observator. Hij deed zich voor als de man die vanaf de zijlijn, minzaam peinzend, het menselijk tekort beschouwde en beschreef in fijnzinnige verhaaltjes met een tragikomische strekking. De ironie van zijn zinswendingen, de beeldende kracht van zijn metaforen en de melancholieke toonzetting van zijn humor maakten hem tot de afstandelijke waarnemer, die altijd alles in evenwicht leek te hebben. Pas de postume onthulling van zijn verhouding met Renate Rubinstein deed vermoeden dat hij ook een andere kant had, die grotendeels onbelicht bleef. 

## Loopbaan
Carmiggelt leerde in zijn geboortestad Den Haag het journalistenvak als medewerker van de schoolkrant en van 1930-1932 als onbetaalde kracht (volontair) bij Het Vaderland. Eind 1931 werd hij aangenomen bij de Haagse editie van Het Volk. Daar werkte hij onder leiding van de latere hoofdredacteur Klaas Voskuil. Naast toneelrecensies en verslagen van kleine rechtszaken schreef hij vanaf 1936 de rubriek Kleinigheden, de voorloper van de Kronkels. Hij versloeg de bijeenkomsten van de NSB, omdat de krant de ware aard ervan wilde tonen. Op 6 september 1939 trouwde hij met Tiny de Goey, zwanger van dochter Marianne. In 1940, vlak voor het uitbreken van de oorlog, verscheen zijn eerste boek, Vijftig dwaasheden, een selectie uit Kleinigheden. Vanaf juli 1940 bepaalde de bezetter de koers van de krant en namen Carmiggelt en zijn broer Jan ontslag. Nog hetzelfde jaar werd hij persagent van het Residentie Tooneel. In juli 1941 accepteerde hij zijn ontslag als enige medewerker die weigerde de Ariërverklaring te tekenen. Hij schreef de detectiveroman Johan Justus Jacob om een uitgeverij te helpen waar Joden werkten die elders ontslagen waren. Verder hield hij zich met allerlei baantjes in leven.
In 1942 werd zoon Frank geboren en begon de door vrienden opgerichte illegale krant Het Parool te verschijnen. Hoewel Carmiggelt een gezin had, werkte hij eraan mee. In 1943 kwam zijn in het verzet actieve broer om in kamp Vught. Daarop raakte Carmiggelt nauwer betrokken bij de krant en nam hij de druktechnische verzorging op zich. Toen Den Haag hem te gevaarlijk werd, verhuisde hij naar de Amsterdamse Reguliersgracht en later naar de Egelantiersgracht, waar hij de Hongerwinter en de Bevrijding meemaakte. Omstreeks de Bevrijding verhuisden de Carmiggelts naar een flat aan het Eerste Weteringplantsoen. Nadien bleef hij verbonden aan de nu legale krant. Vanaf 24 oktober 1946 verzorgde hij onder de naam Kronkel een dagelijks cursiefje dat snel populair werd en decennialang de identiteit van de krant mee bepaalde. Ook kreeg Carmiggelt de leiding over de kunstrubriek en hij schreef toneel- en filmrecensies. Zijn cursiefjes verschenen aanvankelijk drie keer per week, later in elke krant. De eerste Kronkel verscheen op 25 oktober 1946 en tot aan zijn dood in november 1987 zijn er ruim 10 000 verschenen. Een selectie van 50 stukjes werd elk jaar door De Arbeiderspers in boekvorm uitgegeven. Soms werden de bundels geïllustreerd door vrienden-tekenaars als Peter Vos, Charles Boost, Otto Dicke en Peter van Straaten.
Carmiggelt was goed bevriend met Wim Kan, maar de bekende, op zijn Kronkels gebaseerde conferences zijn van Sonneveld. In 1956 was Carmiggelt, die toen al aan het VARA-cabaret op de radio meewerkte, voor het eerst op de televisie te zien, waarop hij vanaf 1965 met regelmaat een Kronkel voordroeg, die een allengs minder vrolijke en meer sombere aard kregen. Van 1971 tot 1975 onderhield hij een correspondentie met Gerard Reve. In 1972 stortte hij mentaal en fysiek ineen en moest hij stoppen met drinken. Toen hij zijn cursiefje weer hervatte, bleek hij de pointe als vaste afsluiter te hebben losgelaten. In 1977 werd hem de P.C. Hooft-prijs voor 1974 toegekend en uitgereikt.
Na het behalen van de pensioengerechtigde leeftijd in 1978 bleef Carmiggelt aanvankelijk nog zes keer per week in de krant staan. In 1980 halveerde hij de frequentie en ten tijde van zijn laatste Kronkel, in 1983, stond hij nog maar eens per week in de krant. In deze periode bloeide een liefde op tussen Carmiggelt en columniste Renate Rubinstein van Vrij Nederland. In de laatste jaren van zijn leven schreef hij niet meer. In 1987 werd bij hem diabetes vastgesteld. Hij overleed in november van dat jaar aan zijn tweede hartaanval, enkele weken nadat een eerste hem al verzwakt had.
In de loop der jaren ontwikkelde Carmiggelt zich als prozaïst; volgens criticus Kees Fens gaf hij in zijn beste werk de schijnbaar eenvoudige verhaaltjes een geraffineerde constructie en afgewogen formuleringen mee. Het is aan het mededogen en inlevingsvermogen van de auteur te danken dat het contrast tussen ideaal en werkelijkheid waarmee zijn personages zich geconfronteerd zien, verhalen opleverde die in al hun treurigheid vaak – met name in de middenperiode van zijn oeuvre – 'verscheurend humoristisch' zijn. Carmiggelts meesterschap over de taal bleef gedurende zijn hele loopbaan groeien, hij had steeds minder woorden nodig om almaar meer te suggereren. De stad Amsterdam is de onuitgesproken, impliciete achtergrond van veel van zijn werk. Volgens zijn biografen Sylvia Witteman en Thomas van den Bergh produceerde Carmiggelt 'de meest gelezen en meest gewaardeerde column uit de Nederlandse dagbladhistorie.'

## Levensloop

### Geboorte en afkomst
Simon Johannes Carmiggelt werd geboren op 7 oktober 1913 in een bovenwoning aan de Loosduinsekade 206 te Den Haag als tweede zoon van Herman Carmiggelt en Jeanne Carmiggelt-Bik. Zijn oudere broer Johannes Simon, roepnaam Jan, was op 1 januari 1909 geboren. De kinderen werden beiden naar hun beide grootvaders genoemd, alleen de volgorde van hun geboortenamen is anders.
Vader Herman Carmiggelt, afkomstig uit een Gelders arbeidersgeslacht, was een weinig spraakzame man met een melancholieke en pessimistische inslag, soms zwaarmoedig. Herman, die een heel ander soort humor had dan Jeanne, drong zijn mening niet aan zijn kinderen op. Zijn invloed op het schrijverschap van zijn zoon zat volgens Carmiggelt vooral in de afwezigheid van een vadercomplex:
Mijn vader was erg aardig. Wat dat betreft ben ik als schrijver iets heel bijzonders, ik ben voor zover ik weet de enige auteur in Nederland zonder vaderprotest, want dat behoor je als schrijver in ruime mate te hebben. Ik heb het in het geheel niet.
Hermans drang om zich geestelijk te ontwikkelen had geen effect op zijn broodwinning. Hij kon niet als intellectueel in zijn onderhoud voorzien en was decennialang vertegenwoordiger bij Stegeman & Co Vleeswarenfabriek te Deventer, waarvoor hij per fiets de slagerswinkels rond Den Haag bezocht. Zijn sociaaldemocratische overtuiging behelsde onder meer dat elk individu de taak had zich te ontwikkelen en daarom las het gezin dagblad Vooruit, de Haagse editie van het sociaaldemocratische dagblad Het Volk. Hierin trof Carmiggelt zijn eerste grote voorbeeld aan: Herman Heijermans' dagelijkse cursiefje, naar de ondertekening met S. Falkland Falklandjes genoemd.
Moeder Jeanne Bik, die een praktische ondernemingslust paarde aan een gevoel voor ironie, kwam uit een familie die werkzaam was in de kledingbranche. Haar vader, Simon Bik, ging als jongen langs de boerderijen rondom Gouda met artikelen uit de herenmodewinkel van zijn vader. In haar meisjestijd was Jeanne lesjuffrouw bij Singer naaimachines. Over deze periode, toen de aanschaf van een naaimachine alleen nog voor rijkeren weggelegd was, wist ze smakelijk te vertellen. Het paar trouwde op 15 juli 1908 en betrok toen de bovenwoning.
Volgens Carmiggelt zelf had hij zijn verteltalent aan zijn moeder te danken. Haar energieke, kordate, opgewekte en rechtlijnige karakter leek weinig op dat van Carmiggelt; met name ontbrak bij haar de hang naar melancholie, zo typerend voor Carmiggelts werk. Zij vond dan ook niets aan diens Kronkels en kon geen respect opbrengen voor zijn beroep: zelfs toen Carmiggelt allang een beroemd schrijver was, kon ze niet inzien hoe hij ervan kon leven.

### 1913-1933: Jeugd en opleiding
Kort na Carmiggelts geboorte verhuisde het gezin naar het Westeinde 172, waar Jeanne op de benedenverdieping Het Nieuwe Hoeden en Petten Magazijn begon. Op een steenworp afstand, aan de Geest, had haar vader in 1890 al een hoeden- en pettenwinkel geopend. Het liep zo goed dat het geld in huizen belegd kon worden. Het huis was zo groot dat er familieleden in huis werden genomen om het op te vullen: een grootmoeder, Hermans broer oom Jan, een tante die de nicht van Jeanne was en juffrouw Kerling, die Jeanne nog kende uit haar meisjestijd toen ze lesjuffrouw was bij Singer.
Carmiggelts broer Jan was ijverig en goed op school. 'Hij gebruikte iedere minuut van z'n leven', aldus Carmiggelt. 'Ik had daardoor wel de neiging me wat terug te trekken.' Op de lagere school was Carmiggelt dan ook geen goede leerling, al vielen zijn opstellen wel in de smaak. Na lectuur van Sherlock Holmes en Nick Carter schreef de jonge Carmiggelt zelf een detectiveverhaal. Het geheim van Waringstate werd door de meester in de klas voorgelezen. Zijn klasgenoten geboeid te zien luisteren maakte een diepe indruk. Ook begon hij te merken dat meisjes niet alleen maar op stoere jongens vallen, maar ook op jongens die met hun schrijfwerk weten te boeien.

#### Handelsdagschool (1926-1928)
Omdat de jongen er aardigheid in had marktkooplui te helpen, vermoedden zijn ouders dat er een handelsgeest in hem school. In 1926 naar de vierjarige Gemeentelijke Handelsschool aan het Stadhoudersplein. Hij was niet goed in de belangrijke vakken boekhouden, handelsrekenen en wiskunde, maar behaalde alleen aansprekende resultaten voor geschiedenis en tekenen. Gelukkig was hij niet op school, al wist hij de klas geregeld aan het lachen te maken met opmerkingen die nooit te ver gingen. Hij lachte nooit mee om eigen grappen.
Vanwege uitbreiding kocht het ziekenhuis het winkelpand van zijn moeder. Nu verhuisde het gezin naar een rijtjeswoning aan de Druivenstraat, waar moeder huisvrouw werd. Zijn vader werd in 1927 gehuldigd vanwege zijn 25-jarig dienstverband bij Stegeman. Aan het feestdiner droeg Carmiggelt een komisch jubelgedicht bij.
In december 1928 plaatste De Tuinkroniek, het blad van de Haagse Dierentuin waarvan zijn ouders lid waren, enkele gedichten van zijn hand op de kinderpagina. Inmiddels vond Carmiggelt zich daarvoor iets te oud en misschien ook te ervaren, want vanaf de tweede klas was hij redacteur van het tweewekelijkse schoolblad De Schakelaar, het gezamenlijke orgaan van maar liefst elf scholen. Elke school leverde twee redacteuren, maar het meeste werk werd verricht door Jan Meijer van het lyceum aan het Stokroosplein en Carmiggelt. De samenwerking vormde de basis van een levenslange vriendschap.
Carmiggelt bracht de kopij naar de drukker en vulde de gaten op met bladvulling als verzen, aforistische uitspraken. Ook schreef hij stukjes in de stijl van Heijermans, filmrecensies, verslagen van schoolavonden. Onder de laatste categorie deelde hij een pluim uit aan de acteerprestaties van de dilettanten Ank van der Moer en Wim Kan. Toen hij de acteur Louis van Gasteren een verhaal van Tsjechov hoorde voordragen, ontdekte hij een nieuwe literaire held en een nieuw voorbeeld. Door de bijdragen aan de krant kwam hij aan zijn huiswerk niet toe en bleef zitten, zodat zijn ouders hem van de school haalden.
Het contrast tussen de stuurloze Carmiggelt en zijn briljante broer Jan werd steeds groter. Samen gingen ze naar Denemarken, waar Jan elke toren en elk museum wilde bezichtigen, terwijl Carmiggelt genoeg had aan het van buiten bekijken van de gebouwen. Uiteindelijk deelde Carmiggelt zijn wens om journalist te worden mee aan zijn vader, die hier niets voor zijn zoon in zag.

#### Leerling-journalist (1931-1933)
Voorjaar 1931 begon Carmiggelt bij de deftige liberale krant Het Vaderland als volontair (onbezoldigd medewerker) om het journalistenvak in de praktijk te leren. Hem werd opgedragen onbelangrijke gebeurtenissen te verslaan als vergaderingen, winkelopeningen, zittingen van de politierechter. Hij knapte het werk voor een andere journalist op, die in een kroeg zat en daar de kopij ontving en zelf ondertekende. Toen de directeur Carmiggelt eens vroeg wat die uitvoerde op de redactie, kon die niet anders dan vaag antwoorden, waarna de directeur hem sommeerde te vertrekken.
Daarop vond Carmiggelt betaald werk als assistent-redacteur bij de Vereenigde Persbureaux, dat voor provinciale en regionale kranten amusementspagina's leverde van het genre kinderrubriek, vrouwenrubriek en gezellige weekendpagina. Aangezien dit niet het ware journalistenvak was, solliciteerde Carmiggelt eind 1931 bij de Haagse editie van Het Volk, de Vooruit, dat een eigen redactie zou krijgen. Op voorspraak van zijn eigen vader werd hij aangenomen. Ditmaal werd hij leerling-verslaggever en moest als jongste medewerker af op moorden, branden, opstootjes, 100-jarigen, 50-jarige huwelijken, avonden van de Natuurvrienden.
Hoewel de baan hem van 's morgens vroeg tot 's avonds in touw hield, vond hij toch ook tijd om verzen te vervaardigen: in juli 1931 plaatste cultureel tijdschrift De Nieuwe Spectator zijn aan de Duitse actrice Leni Riefenstahl opgedragen vers Danseres aan de zee en het jaar daarop verscheen het tevergeefs aan Forum aangeboden De moordenaar in Helikon, het poëzietijdschrift van uitgever A.A.M. Stols. Verzen over de ongelijkheid in de wereld, met name werkloosheid, werden geaccepteerd in De Socialistische Gids.

### 1933-1940: Onder de oorlogsdreiging

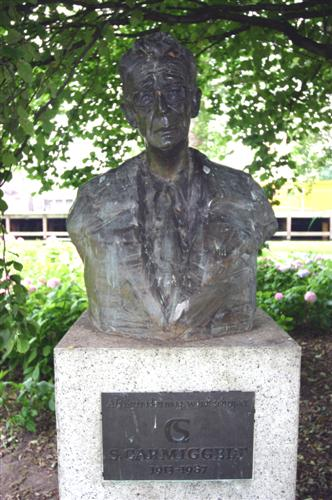
Borstbeeld van Simon Carmiggelt in het Weteringplantsoen te Amsterdam

In januari 1933 kwamen in Duitsland de nazi's aan de macht. Carmiggelts broer Jan was onder degenen die het gevaar snel inzagen en zette zich in voor antinazimanifestaties. Ook droeg hij bij aan het nieuwe maandblad Het Fundament, dat van een socialistische en antimilitaristische signatuur was. Hijzelf verspreidde de nummers voor Den Haag, samen met Carmiggelt. Jan gaf Carmiggelt in 1935 het boek Bruinboek over de Hitler-terreur voor zijn tweeëntwintigste verjaardag. Onder de cadeaus was verder een boek met tekeningen van George Grosz dat in nazi-Duitsland al verboden was.
In 1936 bracht Carmiggelt met Jan Meijer een bezoek aan Parijs, waar ze een opvoering zagen van Bertolt Brechts Furcht und Elend des Dritten Reichs, navrante sketches en liedjes over het leven in het nieuwe Duitsland. In deze tijd kwamen ook de eerste Joodse vluchtelingen in Nederland aan. Het Haagse vluchtelingencomité bracht Carmiggelt in contact met de Joods-Duitse kunstenaar Johnny Friedländer, die etsen en gravures vervaardigde en met zijn niet-Joodse vriendin van Dresden naar Scheveningen was gevlucht. Toen de vreemdelingenpolitie het stel uitwees wegens ongetrouwd samenwonen, wist Carmiggelt bij de commissaris slechts uitstel te bedingen. Jan Meijer bevestigde dat Carmiggelts omgeving al vroeg van de dreiging doordrongen was: "Wij leefden in de volstrekte zekerheid dat de oorlog zou komen. Voor ons is die oorlog niet in '40 begonnen, maar al in '29."

#### Anti-Duits journalist (1935-1939)
Halverwege de jaren dertig kreeg Carmiggelt de opdracht om de propagandabijeenkomsten van de NSB en soortgelijke groeperingen te verslaan, om zo de ware aard van deze organisaties bloot te leggen. Hoofdredacteur Klaas Voskuil vond dat een taak van belang voor de krant. De Beul, een antinazitoneelstuk van Albert van Dalsum, werd zo belangrijk gevonden dat Carmiggelt opgedragen werd de eerste Haagse opvoering te recenseren, al was de première in Amsterdam al geweest. Deze recensie van eind 1935 was blijkbaar een test geweest, want nog geen twee maanden later werd hij aan de kunstredactie toegevoegd ter vervanging van de naar Amsterdam overgeplaatste Hessel Jongsma.
Volgens biograaf Henk van Gelder omvatten Carmiggelts werkzaamheden in deze tijd:
- recensies van toneel- en filmvoorstellingen;
- driemaal per week de kroniek Voor den politierechter, over rechtszaken die te onbeduidend waren om de nieuwskolommen waardig te zijn;
- eveneens driemaal per week de rubriek Kleinigheden, een cursiefje ter vervanging van de soortgelijke rubriek die Jongsma had gevuld.[34]

#### Geboorte van een cursiefjesschrijver (9 maart 1936)
Op maandag 9 maart 1936 ging de rubriek Kleinigheden van start. Naar toenmalig gebruik werd het cursiefje niet met naam ondertekend. De eerste aflevering was een soort inleiding, waarin Carmiggelt in de wij-vorm uiteenzette wat de bedoeling was, namelijk het verslaan van het 'avonturenrijk niemandsland' dat zich zou bevinden ergens 'tussen het kleine nieuws en het bepaald onvermeldbare'. Een oproep aan de lezers om dergelijke voorvallen aan te melden ontbrak niet.

#### In Belgrado en Praag (1937-1938)
In de zomer van 1937 ondernam Carmiggelt met zijn vriend Jan Meijer een reis naar Belgrado. Daar spraken ze studenten die hun antifascisme al met dwangarbeid hadden moeten bekopen. De terugreis voerde het duo langs München, waar hun treincoupé werd bevolkt door een grote groep met hakenkruizen getooide militairen, die het hadden over de aanstaande oorlog. Zo vernamen Carmiggelt en Meijer uit de eerste hand wat Europa te wachten stond. 'Doordat je gewoonweg wíst dat er oorlog kwam,' zo schetste Meijer de gemoedstoestand van toen, 'was alles voorlopig; je dácht niet aan het begrip carrière, aan pensioen of zo.'
Als rechtbankverslaggever toog Carmiggelt 's middags naar café 't Wachtje bij de Bosbrug, waar hij collega's Jan Campert (De Nieuwsbron) en Ben van Eysselstein (Haagsche Courant) trof. In zijn tijd als toneelcriticus frequenteerde Carmiggelt het etablissement nog steeds en ontmoette daar spelers van het Hofstad Tooneel Caro van Eyck, Paul Steenbergen en Alexander Pola. De uitbater had de wanden versierd met portretten van artiesten. Onder de bezoekers nam het aandeel van de jongeren toe: de beginnende journalisten Max Nord en Theo Ramaker en de schilders Wi(lle)m Hussem en Jan Roëde. Het atelier van laatstgenoemde werd al snel een ontmoetingsplek voor het hele gezelschap. 'Simon was een van de aardigste mensen die ik ooit heb gekend,' typeerde Roede hem. 'Hij was er een meester in om vervelende dingen in de humoristische sfeer te trekken en je daardoor te verlossen van de last die op je schouders drukte.'
Hoofdredacteur Voskuil zag in Carmiggelt een sociaaldemocratische medestander: 'Hij had een harde, felle en tegelijk nuchtere overtuiging.' Carmiggelts houding bleef verschoond van fanatisme en was gebaseerd op realiteitszin.
In september 1938 togen Carmiggelt en Jan Meijer, inmiddels perschef bij de KLM en daardoor vaak in het buitenland, naar Praag. Tsjecho-Slowakije maakte toen deel uit van de Entente, een bondgenootschap van buurlanden met als doel een Duitse aanval te pareren. Over deze reis was vader Herman zeer bezorgd, maar Carmiggelt stuurde vanuit Praag een geruststellend briefje dat de sfeer in de stad prima was en het toeristische leven volop bloeide. De werkelijkheid was anders. 'In Praag,' aldus Carmiggelt, 'kon je de spanning snijden en de vreemdelingen die er nog waren, stonden op het punt af te reizen. Maar ik dacht aan mijn arme, sidderende vader en schreef wat hij graag zou willen lezen.' Nog tijdens het verblijf van het duo viel het bondgenootschap uiteen, waarna ze onmiddellijk huiswaarts keerden.

#### Huwelijk (1939)
In 1938 ontmoette Carmiggelt in café 't Wachtje de 26-jarige Tiny de Goey, die daar met haar moeder wat kwam drinken. Tiny werd een regelmatige bezoeker en er ontstond een verhouding. Toen Tiny in 1939 zwanger bleek, moest het stel trouwen. Carmiggelts moeder vond Tiny 'te wuft, onbehendig in de nuttige handwerken die ze zelf zo briljant beheerste, niet spaarzaam opgevoed en in het geheel niet lijkend op de met groene zeep gewassen trutten, die ze me op straat altijd als "mooiste meisjes" aanwees.' De huwelijkssluiting vond plaats op 6 september 1939. Vanwege de "zondige aard" van het paar bleven veel van de katholieke familieleden van de bruid weg.
Carmiggelt en zijn echtgenote trokken in een bovenhuis aan de Muzenstraat 16. In het centrum, dus de vriendenkring had er een pleisterplaats bij. Dochter Marianne werd geboren op 24 februari 1940. Drie dagen later deed Carmiggelt daarvan kond in zijn Kleinigheden.

#### Debuut:Vijftig dwaasheden(1940)
Carmiggelts rubriek Kleinigheden was de adjunct-directeur van De Arbeiderspers, Fred von Eugen, opgevallen. 'Mij trof direct het vermogen om met weinig woorden, vaak met een enkele zin, de atmosfeer en de omgeving te schetsen, waarin de dan volgende gebeurtenis uit het dagelijks leven zich afspeelde. Meesterlijk!' Von Eugen zocht contact met Carmiggelt om een bundeltje te maken van de beste Kleinigheden. Dit verscheen vlak voor de oorlog onder de titel Vijftig dwaasheden.

### 1940-1945: De Tweede Wereldoorlog

#### Ontslag bijVooruit
Bij aanvang van de bezetting zag de redactie van de Vooruit, waarin altijd tegen het fascisme was geschreven, het voortbestaan somber in. Toch kon de krant blijven verschijnen, mits er geen opstandige taal in voorkwam. Op 23 mei verscheen de rubriek Kleinigheden voor het eerst onder de bezetting en op 30 mei al voor het laatst. Het Volk, de moederkrant, kreeg in de eerste maanden van de bezetting te maken met duizenden opzeggingen. Veel eerder dan andere kranten begon deze zich van de nazi-terminologie te bedienen. Ook werden nieuws en commentaar steeds meer aangepast aan wat de Pressereferent te Den Haag voorschreef. Elke ochtend moesten instructies worden opgehaald van de Pressedezernent bij de Duitse ambassade over de toegestane nieuwsonderwerpen, terwijl het buitenlandse nieuws diende te worden betrokken van het Deutsche Nachrichtenbüro dat onder controle van Goebbels stond.
In juli 1940 was voor Carmiggelt en zijn broer de maat vol. Tijdens een algemene ledenvergadering bij De Arbeiderspers bleek dat directeur Van der Veen zijn plaats had moeten afstaan aan de NSB'er Kerkmeester en dat de NSB'er Goedhuys aan de redactie werd toegevoegd. Omdat de Carmiggelts de krant zagen afglijden naar de verkeerde kant, namen zij als enigen meteen ontslag. De andere redacteuren lieten het behoud van hun broodwinning prevaleren. Van der Veen, die het bedrijf zestien jaar had geleid, verhing zich in de badcel.

#### Deze week in Den Haag(1940)
In de zomer van 1940 schreef Carmiggelt in opdracht van de VVV 's-Gravenhage de brochure Wandelingen in en om Den Haag. Zijn vriend Ajé Noordam, een rijke zakenman, kocht het weekblaadje Deze week in Den Haag. Noordam zelf werd uitgever-directeur, Carmiggelt hoofdredacteur van het zestien bladzijden tellende tijdschriftje, dat nauwelijks de rekening van de drukker opbracht. Het leverde Carmiggelt ten eerste een regelmatig inkomen op en ten tweede bood het blad hem de mogelijkheid om veel vrienden in te schakelen. Regelmatige medewerkers waren Max Nord, G.H. 's-Gravesande, de schilders J.M. (Ko) Prange en Wi(lle)m Hussem. Concertbesprekingen werden verzorgd door Jan Carmiggelt.
De oorlog maakte de vriendenkring hechter. Wim van Norden raakte zijn huis kwijt bij het bombardement op Rotterdam en woonde enkele maanden bij de Carmiggelts in. Op 12 oktober trouwde Jan Carmiggelt met Loes Hesselius, de secretaresse van Herman Bernard Wiardi Beckman, de hoofdredacteur van Het Volk. Het echtpaar kreeg een dochter. Prominente SDAP'ers als Willem Drees bezochten hun woning aan de Berberisstraat 85, om te overleggen over het Nederlandse economisch bestel na de oorlog.

#### Persagent van het Residentie Tooneel (1940-1941)
Op 11 oktober 1940 vulde Carmiggelt het verplichte aanmeldingsformulier voor het Verbond van Nederlandsche Journalisten in. Gegevens hierop zijn onder meer, godsdienst: geen; jaarinkomen: 900 gulden; huidige werkzaamheden: Deze week in Den Haag en persagent bij het Residentie Tooneel.
Op verzoek van Dirk Verbeek, de directeur van het toneelgezelschap, vervaardigde Carmiggelt een vertaling van het nieuwe stuk van George Bernard Shaw, In Good King's Charles Golden Days. Op nieuwjaarsdag 1941 vond de première plaats.
De betrekking was een kort leven beschoren, want in het kader van de 'arisering' van het toneelleven waarmee de bezetter in 1941 begon, moesten alle personeelsleden een niet-Joodverklaring tekenen. Carmiggelt was de enige die weigerde te tekenen, waarop het hoofd der afdeling theater en dans van het departement op 23 juli 1941 een dwingende brief aan het gezelschap schreef waarin hij de bij name genoemde persagent Carmiggelt sommeerde om te tekenen. Die liet zich evenwel liever ontslaan dan mee te werken aan het isolement van de Joden en vertrok in stilte.

#### DetectiveromanJohan Justus Jacoben geboorte van zoon Frank (1941-1942)
Carmiggelts vrienden Fred von Eugen en Johan Winkler hadden de Amsterdamsche Boek- en Courantmaatschappij (ABC) opgericht aan de Singel 262 te Amsterdam, waar veel ontslagen personeelsleden van De Arbeiderspers een toevluchtsoord vonden. Als middel om vaste afzet te genereren werd boekenclub De Muiderkring opgericht, die jaarlijks vier boeken uitbracht in een oplage van 25.000 elk. Carmiggelt werd overgehaald een roman aan te leveren. Dit werd Johan Justus Jacob, een detective over een journalist die toevallig het spoor van een moordmysterie ontdekt. Ondanks het genre was de sfeertekening belangrijker dan de plot. Carmiggelts honorarium bedroeg 500 gulden. De plot is volgens biografen Witteman en Van den Bergh zo ingewikkeld, "dat de auteur er zelf nauwelijks uit komt en de humor van de jonge Carmiggelt is, op de lange baan, vaak nogal flauw." Carmiggelt schreef de detectiveroman in dagelijkse afleveringen. Het verhaal werd, op uitdrukkelijke eis van Carmiggelt zelf, maar één keer uitgegeven.
"Een jeugdzonde," noemde hij het, "ik denk er niet zonder enige gêne aan terug. Ik schreef het verhaal van dag tot dag en stelde het einde steeds maar uit. Want elke aflevering betekende een dag langer brood op de plank en daartoe bedacht ik steeds maar weer nieuwe intriges en zijsporen. Samen met mijn vrouw heb ik ten slotte avonden achter elkaar zitten bedenken, hoe ik er een einde aan kon maken."
In 1941 verdiende Carmiggelt 2000 gulden, volgens zijn opgave aan de VNJ. Dankzij de roman, het Residentie Tooneel en een zomerbaantje bij de Scheveningse Koerier.
In 1942 stelde de bezetter geen papier meer beschikbaar voor het blaadje Deze week in Den Haag. Daarmee kwam een einde aan Carmiggelts laatste journalistieke betrekking. Per brief van 13 juni 1942 zegde hij meteen het lidmaatschap van de VNJ op. Via Jan Meijer kwam hij aan een baan als schrijver van beroepskeuzerapporten bij de Nederlandsche Stichting voor Psychotechniek aan de Wittevrouwensingel te Utrecht. De directeur, Taco Kuiper, stelde hier zijn vrienden en kennissen aan die elders niet openlijk konden werken en transformeerde het instituut zodoende in een soort vluchtheuvel. Verder was Carmiggelt perschef voor de Maatschappij Zeebad Scheveningen en werkte op het kantoor van "een vakgroep". Dit leverde echter niet genoeg op, ook niet toen zijn ouders bijsprongen. De Carmiggelts verkochten de weinige kostbaarheden die ze bezaten. Op 3 november 1942 werd zoon Frank geboren.
Jan Meijer, Wim van Norden en Ajé Noordam raakten betrokken bij de illegale krant Het Parool, een levensgevaarlijke bezigheid waar Carmiggelt aanvankelijk buiten gehouden werd omdat hij een gezin had. Via vrienden raakte hij in Amsterdam toch betrokken bij het blad, waar hij instond voor de productie en de verspreiding. Stuk voor stuk riskante bezigheden en bijgevolg werd Carmiggelt door de bezetter opgepakt en gevangengezet. Van de drukproeven die hij bij zich had, kon hij het grootste deel doen verdwijnen in een verlaten pand.

#### Het lot van broer Jan Carmiggelt (1943)
Jan Carmiggelt was betrokken bij de illegale distributie van voedselbonnen aan onderduikers. Zijn vrouw Loes werkte mee, maar wist veel bewust niet. Wanneer de bevriende econoom Friedrich Weinreb op bezoek was, ging zij wandelen zodat de twee ongestoord konden overleggen. Zaterdagochtend 17 juli 1943 om vijf uur kwamen Duitsers binnenvallen op hun adres aan de Berberisstraat. Het Joodse meisje dat bij hen was ondergedoken, wist te vluchten door over de tuinschutting te klimmen en zich te verbergen in het schuurtje van de buren. Op verdenking van illegale activiteiten werd Jan vastgezet in villa Windekind aan de Parklaan, die gebruikt werd door de Sicherheitsdienst.
Bij de vermoedelijke toedracht van het verraad speelde Weinreb de rol van verrader. Drie dagen voor Jan Carmiggelt was de Joodse arts Joseph Kalker op zijn onderduikadres opgepakt, maar weigerde – ook toen hij mishandeld werd – namen te noemen.

Daarop werd hij in één cel geplaatst met Friedrich Weinreb. Aangenomen wordt dat Weinreb zijn celgenoot de naam van Marcel Elsen heeft ontfutseld, en die prompt aan de SD heeft doorgegeven. Elsen was de man van wie dokter Kalker distributiebonnen kreeg. Ook hij werd gearresteerd en verhoord. Tijdens dit verhoor heeft Elsen verklaard dat hij de bonnen ontving van Jan Carmiggelt.

In het voorjaar van 1943 werden Carmiggelts opgepakte vrienden weer op vrije voeten gesteld. Zijn broer Jan echter vond de dood op 26 september 1943 te Hooge Zwaluwe. Hij was ingedeeld om buiten het kamp zware grondarbeid te verrichten en al snel ziek geworden. Met hoge koorts lag hij verwaarloosd in een van de barakken, zonder verzorging. "Ze hebben hem gewoon dood laten gaan," was Carmiggelts slotsom. Toen Carmiggelt zijn ouders op de hoogte stelde, verzuchtte zijn vader: "Alles tevergeefs." Deze uitspraak maakte grote indruk op Carmiggelt, die aldus te verstaan kreeg dat hijzelf niets voorstelde. Jan beschikte over talent, naar verluidt zou hij vast zijn voorbestemd geweest voor een grote naoorlogse carrière, mogelijk als minister. Vader Herman Carmiggelt, die altijd al een zwak hart had gehad, overleefde de schok niet: op 26 oktober, precies een maand na Jan, overleed hij, zestig jaar oud. Op 19 november beviel Loes van een zoon die eerst Robert-Jan zou heten, maar nu genoemd werd naar zijn vader, Johannes Simon. Na de dood van zijn broer werd Carmiggelt nooit meer helemaal de vrolijke jongen die hij altijd geweest was.
Tegen het einde van 1943 werd de vervolging van de medewerkers van de verzetskrant feller. Medewerkers werden vaker gearresteerd en anderen werd de grond te heet onder de voeten. Max Nord verhuisde naar Amsterdam, waar hij door bemiddeling van de uitgever Geert van Oorschot een herenhuis verkreeg aan de Reguliersgracht 109. Dit huis was zo groot dat er nog een gezin bij kon.

#### Het Paroolen verhuizing naar Amsterdam (1942-1945)
Eind 1942 raakte Carmiggelt alsnog betrokken bij Het Parool. Enkele van zijn vrienden, onder meer Parool-mensen Wim van Norden en Jan Meijer, waren opgepakt. Om te voorkomen dat de Duitsers een verband konden leggen tussen een arrestatie en de verschijning van een illegaal blad, was het zaak alles op alles te zetten om de verschijning te laten voortgaan. Zo konden de gearresteerden volhouden niets met het periodiek te maken te hebben. Carmiggelt zorgde dat de bewijsstukken uit hun huizen verdwenen: bij Jan Meijer haalde hij een pistool weg dat hij in een gracht wierp, waar het echter op een paal bleef liggen.
Ook nam hij de druktechnische verzorging van de krant op zich en moest eerst een nieuwe drukker vinden, daar de oude ook was opgepakt. Drukkerij Ando werd bereid gevonden elke tien dagen de tienduizend exemplaren van de Haagse editie te drukken. Het benodigde papier werd gestolen van collaborerende drukkerijen. Bij deze drukker werden ook Vrij Nederland, verzetspoëzie en de eerste boekjes van De Bezige Bij, destijds een illegale uitgeverij, gedrukt. De kranten werden per trein en koerier verzonden en het zetsel door een keten van koeriers vervoerd naar elders om gebruikt te worden voor de oplage in een andere provincie. Uitgangspunt was dat niemand meer moest weten dan hij strikt nodig had. Voor Den Haag wist alleen Carmiggelt waar de krant werd gedrukt en de drukkers en zetters kenden hem als Dick van Schoonhoven. Drukker Fokke Tamminga koesterde een grote bewondering voor Carmiggelt, "die meer deed dan alle anderen tezamen." Met zware koffers vol loodzetsel kwam hij en met een bakfiets haalde hij de gedrukte exemplaren op.
Carmiggelt had meerdere redenen om van Den Haag naar Amsterdam te verhuizen. Zelf gaf hij als belangrijkste reden op dat zijn vrienden erheen trokken en je in die tijd niet zonder vrienden kon. Mogelijk nog belangrijker was dat het in verband met zijn toenemende activiteiten voor Het Parool praktischer werd om vanuit Amsterdam te werken. In het najaar van 1943 trok hij met zijn gezin en dat van Max Nord in het pand aan de Reguliersgracht 109, totdat een tip dat de Sicherheitspolizei hen observeerde, tot het zoeken van een ander schuiladres noopte. Als gevolg van zijn intrek ontwikkelde het pand aan de Reguliersgracht zich gedurende 1944 tot een vast adres voor medewerkers van de krant. De drukkerij voor Amsterdam was drukkerij Jesse aan de Nieuwezijds Voorburgwal, die geen zetmachine had maar wel handletters. De vervaardiging was trager met als gevolg dat deze drukker vrijwel permanent belastend materiaal in huis had. Dinsdag bracht Carmiggelt nieuwe kopij. Na het zetten corrigeerde hij de drukproeven en leverde de correctie op donderdag in. Tot en met vrijdag was men bezig met de opmaak, waarna het drukken de rest van de vrijdag en de zaterdag in beslag nam. Zondag was de dag van het vouwen en inpakken en op maandag werden de kranten afgehaald voor verspreiding. Op dinsdag begon de cyclus weer opnieuw.
De voortdurende spanning en zelfbeheersing waarmee het werk aan de verzetskrant gepaard ging, vond een lichamelijke uitlaatklep in aanvallen van trillen die soms wel een uur aanhielden. Als Carmiggelt op bed ging liggen trilde dat mee: "Mijn lichaam reageerde zo, dat accepteerde die zelfbeheersing niet."
Carmiggelt publiceerde zelf slechts vijf stukjes in al de oorlogsedities, waaronder het cursiefje Honger, over een vrouw die een stuk taaitaai eet dat ze verborgen heeft gehouden voor het echtpaar bij wie ze verblijft. Ze wordt echter betrapt en de drie delen alles beschaamd op. Andere titels zijn Der Paul en Warum denn?
Toen het huis aan de Reguliersgracht geen veilig onderdak meer was, verhuisden de Carmiggelts naar een aftandse etage aan de Egelantiersgracht in de Jordaan. Die was zo klein dat hun dochter Marianne bij kennissen in Gouda werd ondergebracht. Vandaar kon Carmiggelt via de smalle straten onopvallend drukkerij Jesse bereiken.

#### Hongerwinter (1944)
De barre omstandigheden in de Jordaan verhinderden niet dat Carmiggelt goede herinneringen aan deze tijd had: "Want er was iets aan het gebeuren dat we sinds onze prille jeugd met iedere vezel hadden gewild: Hitler ging eraan." In de hongerwinter werd hij als technische man erg belangrijk voor de productie van de krant, zozeer dat zijn naam na de oorlog alsnog werd toegevoegd aan de lijst van oprichters van Stichting Het Parool. Zijn werkzaamheden betroffen de opmaak, eindredactie en de verbinding met de drukkerij.

#### Arrestatie (1944)
Carmiggelt was dagelijks onderweg met belastend materiaal. Kort voor de bevrijding werd hij zelf gearresteerd toen hij in een razzia terechtkwam. Aanvankelijk vluchtte hij een winkel in waar hij het belastende materiaal (kopij, drukproeven, Engelse post) door het toilet probeerde te spoelen, maar het was veel te veel. De Duitsers vonden de papieren en dreigden de winkelbezoekers te fusilleren als de eigenaar zich niet aanmeldde, waarop Carmiggelt zijn vinger opstak. Hij werd naar het Huis van Bewaring aan de Weteringschans gebracht, waar hij door kapot matglas drie jongemannen gefusilleerd zag worden. Toen hij na enkele dagen werd verhoord, bleek hem dat een goede vaderlander de meest belastende papieren had verdonkeremaand, zodat hem alleen het bezit van een illegale krant aankleefde. Hij kwam vrij. Er bestaat ook een andere lezing van de toedracht, te vinden in K. Peerebooms verslag van de ontstaansgeschiedenis van de krant. Carmiggelt zou zijn talent om geloofwaardige verhalen te bedenken hebben aangewend om de Duitser die hem verhoorde wijs te maken met een onnozele, onschuldige sukkel van doen te hebben.
In maart 1945 was de eerste kopij voor het bevrijdingsnummer al aangeleverd toen de geallieerden per abuis Den Haag bombardeerden. Daarbij werden Carmiggelts belangrijkste vooroorlogse ontmoetingsplekken in de as gelegd. Carmiggelts oordeel over de journalistiek in oorlogstijd was dat hij "de journalistiek die ik toen heb bedreven (...) de meest zinrijke arbeid vind, die ik ooit verricht heb." Volgens Witteman en Van den Bergh hield hij aan de oorlog een levenslange afkeer over van "iedere vorm van totalitarisme, fanatisme, onrecht en ondemocratisch handelen." De dood van zijn broer Jan heeft mogelijk invloed gehad op zijn schrijfdwang, alcoholisme en "bijna spreekwoordelijke melancholie." De werkelijke uitwerking laat zich niet vaststellen, vooral omdat Carmiggelt na de oorlog weinig losliet over zijn avonturen: "Terwijl collega-verzetsstrijders hun heldendaden met graagte vastlegden in memoires, romans, dagboeken en interviews, liet Carmiggelt het bij stilzwijgen."

### 1945-1950: Na de oorlog

#### Bevrijding enHonderd dwaasheden(1945-1946)
De dag van de Duitse capitulatie was het gevaarlijk om op straat te zijn, omdat soldaten hun frustraties botvierden door in het wilde weg te schieten. Toch zorgde Carmiggelt ervoor dat Het Parool op vrijdagavond 4 mei de capitulatie bracht, in een bulletin van één vel.
Na de bevrijding werd Het Parool een legale krant, die door de papierschaarste aanvankelijk vier dichtbedrukte pagina's telde. Over zijn moedige gedrag tijdens de bezetting zei hij: "Ik was vaak doodsbenauwd, ik piste in mijn broek van de angst. Tiny niet, die was alleen maar kwaad om alles wat er gebeurde – die vond dat het niet mocht en niet kon, en dat het dus de gewoonste zaak van de wereld was om je daartegen tot het uiterste te verzetten."
De krant trok in een etage van het gebouw van De Telegraaf aan de Nieuwezijds Voorburgwal 225, het adres dat op 6 mei voor het eerst in de krant vermeld stond. De Carmiggelts zelf verhuisden naar een grotere woning aan het Eerste Weteringplantsoen 2a. Op initiatief van Carmiggelt werd in het najaar voor alle medewerkers uit de oorlogstijd een herinneringsavond georganiseerd waarop Charlie Chaplins film The Great Dictator uit 1940 werd vertoond, die vanwege de oorlog nog niet eerder in Nederland te zien was geweest. Op 1 december bevestigde de notaris de stichtingsakte van de krant. Als een van de vijf nog in leven zijde oprichters werd Carmiggelt ook lid van het stichtingsbestuur.
Het gebrek aan toezicht op wie het gebouw betraden leidde tot diefstal van typemachines en radio's. Daarop werd besloten dat de portier alle tassen zou controleren. Carmiggelt weigerde niet alleen zich aan de controle te onderwerpen, maar zegde bijna zijn medewerking aan de krant op toen de portier hem bij de schouder had vastgepakt. Het deed hem denken aan de vijf jaar dat hij werd "geringeloord door elke Duitse kinkel die daar zin in had. 'Halt, stehen bleiben!'" Het incident tekent volgens biografen Witteman en Van den Bergh "niet alleen de gespannen sfeer van die dagen, maar ook Carmiggelts (over)gevoeligheid voor iedere vorm van onvrijheid."
In 1945 had Carmiggelt een gezichtsbepalende invloed op de krant. Omdat de redactie te omvangrijk was in verhouding tot het aantal bladzijden, werd elke dag veel meer geschreven dan de krant ruimte had; als opmaakredacteur bepaalde Carmiggelt wat wel en niet in de krant kwam. Hij speelde ook een belangrijke rol in het organiseren van de redactie.
Omdat de krant geen ruimte had voor amusement droeg Carmiggelt zowel kleine kronieken als verhalen van wat langere adem bij aan het eveneens in de illegaliteit opgerichte weekblad Vrij Nederland. Ook was hij mederedacteur van de satirische achterpagina van De Groene Amsterdammer, waarvoor hij onder diverse pseudoniemen "stijlparodieën" schreef. In 1946 werd een selectie uit deze productie, "afwisselend ingetogen en kolderiek", toegevoegd aan de heruitgave van Vijftig dwaasheden, hertiteld in Honderd dwaasheden. Deze uitgave werd door de Nationale Inspanning Welzijnsverzorging Indië uitgekozen voor opname in het kerstpakket voor aldaar gelegerde soldaten. Het Polygoonjournaal bracht het inpakken der pakketten in beeld, waarbij je – volgens Arbeiderspers-directeur Reinold Kuipers – "duidelijk ook het omslag van Honderd dwaasheden zag. Daarna ontstond er een run op het boekje, die de grote doorbraak van Simon Carmiggelt als auteur is geworden."

#### 24 oktober 1946: de eerste Kronkel
Toen de krant over meer ruimte beschikte, voerde Van Heuven Goedhart de Driestuiverskroniek in, een luchtige rubriek over bijzondere voorvallen die zonder ondertekening door afwisselende redacteuren verzorgd werd. Ook Carmiggelt, die voor de oorlog al ervaring had opgedaan met zijn Kleinigheden, deed af en toe mee. Gecharmeerd van zijn bijdragen, vroeg Van Heuven Goedhart hem om een eigen hoekje te verzorgen, die zou aansluiten op de actualiteit, maar Carmiggelt wilde alleen als de onderwerpkeuze vrij was. Omdat het dus geen nieuws betrof, kreeg opmaakredacteur Bob Steinmetz de opdracht een herkenbare, afwijkende vormgeving te bedenken. Een ervaren typograaf adviseerde hem de kroniek cursief te zetten en altijd met een sierletter te beginnen. Zo kwam men op "een cursief gezette tekst in een gestrekt kolommetje, met een kopje in vet-cursief erboven." Carmiggelts biografen zijn het er niet over eens welke bijdrage als eerste cursiefje geldt: Witteman en Van den Berg beschouwen het op 11 oktober verschenen en nog niet ondertekende Hoekstukkie over de restauratie van De Nachtwacht, die gedurende de bezetting in een bunker verstopt was, als eerste persoonlijk getinte cursiefje, terwijl Van Gelder dat nog als een bijdrage aan de Driestuiverskroniek beschouwt.
Het cursiefje, dat aanvankelijk viermaal per week verscheen en later dagelijks, kon niet met S. Carmiggelt worden ondertekend, omdat die naam al onder zijn toneel- en filmkritieken prijkte en niet de indruk mocht ontstaan dat deze kroniek daarmee van doen had. In de kinderrubriek van de krant verzorgde Jeanne Roos onder haar onderduiknaam Marian Smeets een feuilleton over Gijsbert het konijn, dat niet met Kerstmis als dis wilde eindigen en daarom uit zijn hok ontsnapte. In de vrije wereld kwam Gijsbert onder meer de worm Kronkel tegen. ""Ik voor mij,"" zo schreef Carmiggelt op 24 oktober in zijn eerste kroniek, die de titel Een naam meekreeg, "zou iets voelen voor het pseudoniem Kronkel, den naam van de onserieuze worm uit Gijsbert. Ik heb het aan Marian Smeets gevraagd en ze heeft me het beest toegeschoven met de gulheid van iemand, die toch een fantasie vol dieren heeft." Wat Carmiggelt in de naam aantrok, is onbekend, maar biograaf Van Gelder vermoedt dat hij in deze naam "iets grilligs herkende, dat hem de vrijheid gaf zijn stukjes te laten gaan over van alles en nog wat." Journalisten Gerard Mulder en Paul Koedijk menen dat deze naam de 'wederzijdse genegenheid' tussen Carmiggelt en Roos uitdrukt.
Ook in het weekblad Vrij Nederland verzorgde hij in de eerste naoorlogse periode een soortgelijke rubriek, Nutteloze notities genaamd. Wellicht was de overeenkomst te groot, want in 1947 werd de aard van de rubriek anders en ging meer in de richting van scherp politiek commentaar, dus precies datgene wat hij had geweigerd voor de krant te schrijven. Biografen Witteman en Van den Bergh vermoeden dat de verschijningsfrequentie hierin een rol speelde: voor zijn dagelijkse cursiefje wilde hij schrijven over wat hem diezelfde dag te binnen schoot en zich niet aan een gegeven stramien onderwerpen, maar een weekblad gaf hem de tijd een geschikt onderwerp te zoeken en de formulering van zijn stukje langer voor te bereiden. Een overzicht van Carmiggelts gevarieerde productie in deze jaren biedt de bundeling Allemaal onzin, verschenen bij De Arbeiderspers.

#### Verhouding met Jeanne Roos
De eerste naoorlogse jaren nam Carmiggelt met zijn Paroolvrienden gretig deel aan het opgeleefde uitgaansleven; ze werden zowel lid van kunstenaarssociëteit De Kring als de toenmalige concurrent De Koepel, waar hij bevriend raakte met schrijvers en uitgevers, onder wie Victor E. van Vriesland en G.A. van Oorschot. Er waren vijf jaar aan levensvreugde, en aan drank en seks, in te halen. Fotoredactrice Jeanne Roos beschreef die eerste jaren van wederopbouw als '"een roes"'. Carmiggelt had in die jaren meerdere kortstondige liefdesrelaties, onder meer met Roos, aan wie hij vanaf het begin duidelijk maakte dat hij niet bij Tiny zou weggaan.

#### Teruggave van auteursrechten
Carmiggelts vaste dienstbetrekking bij de krant betekende dat de auteursrechten op zijn bijdragen van de krant waren en Het Parool hier bundels van mocht samenstellen. In 1947 verscheen Kronkels kronkelpaden met een omslag van Isidore "Ies" Spreekmeester. Volgens Reinold Kuipers was het een aanfluiting: "Het lag zo uit elkaar. Het verkocht ook niet. Het Parool had geen verstand van het maken en verkopen van boeken." De volgende twee bundels, Tussen mal en dwaas (1949) en Louter leugens (1951), verschenen dan ook bij De Bezige Bij, maar liepen minder goed dan Carmiggelt had ervaren bij De Arbeiderspers, die de laatste bundel concurrentie aandeed door tezelfdertijd een Carmiggelt-Omnibus van diens eerder verschenen bundels te publiceren. Uiteindelijk kreeg hij de auteursrechten op zijn Kronkels terug en had de vrije keuze voor een uitgeverij. Hij keerde meteen terug naar Kuipers' Arbeiderspers.

#### Optredens, klussen en Elsschot (1947-1951)
Aanvankelijk was het vervaardigen van een dagelijkse rubriek een nevenactiviteit in Carmiggelts journalistieke werk. In de eerste plaats was hij redacteur van de kunstafdeling en versloeg filmvoorstellingen en per week zo'n twee toneelpremières. Hij raakte bevriend met toneelspelers en ging na afloop van voorstellingen mee naar het café, waardoor hij moest bijverdienen om de drankrekening te kunnen betalen. Op uitnodiging van Wim Ibo begon Carmiggelt zijn Kronkels voor te dragen voor het cabaretprogramma Triangel van de VARA-radio. Zijn voordracht leverde hem al snel succes op. Voor dezelfde omroep werd hij medewerker van het culturele zaterdagprogramma De artistieke staalkaart.
In 1948 bezocht Carmiggelt voor het eerst de Vlaamse schrijver Willem Elsschot te Antwerpen. Carmiggelt was een groot Elsschot-bewonderaar vanaf 1936 toen hij diens gedicht 'Het Huwelijk' las en deed drie maanden na de ontmoeting in Het Parool verslag met een eerbiedig interview waarin hij Elsschot "zonder enige twijfel de grootste in onze taal schrijvende prozaïst van het ogenblik" noemde. Carmiggelt liet zijn Honderd dwaasheden achter en kreeg later een vriendelijke bedankbrief van Elsschot waarin die met paginanummers en al opsomde welke uitdrukkingen hem het meest getroffen hadden.
In 1949 interviewde hij op verzoek van uitgever Bert Bakker bekende Nederlanders als Godfried Bomans, Henri Knap, Mary Dresselhuys, Fanny Blankers-Koen, Willy Corsari en Wim Kan en Corry Vonk voor de interviewbundel Ieder kent ze. Een parade van prominenten. Hoe bekend Carmiggelt inmiddels was, blijkt wel uit de recensie in De Telegraaf, waarin stond dat hijzelf ook wel in het rijtje zou passen. Ook verzorgde hij lezingen, onder meer voor de 'lolbus' die Reinold Kuipers had samengesteld uit komische auteurs van zijn uitgeverij: naast Carmiggelt waren dat onder meer Eli Asser en Annie M.G. Schmidt, met Garmt Stuiveling als inleider. Met deze optredens ontwikkelde Carmiggelt zich tot een kundig spreker in het openbaar die een grap steeds beter wist te plaatsen. Naast dit alles manifesteerde Carmiggelt zich ook als reclamemaker, niet alleen voor cafés en gedestilleerd, maar ook voor de KLM en een firma in Solexen, dat veel geld voor weinig inspanning opleverde.
De wekelijkse rubriek 'Films in Amsterdam' verscheen vanaf 1950 als 'Films door S.Carmiggelt', waarin alle nieuwe films van die week werden beschreven. Net als zijn theaterrecensies besloegen deze de gehele productie in alle genres. Daarnaast bleef hij voor Vrij Nederland de rubriek Nutteloze notities verzorgen en satire voor de achterpagina van De Groene Amsterdammer.

### 1952-1962: Populair humorist en erkend literator

#### Concentratie op cursiefjes (1952-1955)
In 1951 begon de hoeveelheid werkzaamheden Carmiggelt te veel te worden; in februari 1952 stopte hij met schrijven over toneel. Kritisch recenseren werd moeilijk omdat hij met tal van acteurs bevriend was geraakt; ook voelde hij geen verwantschap met het zwarte toekomstbeeld van moderne toneelschrijvers. In de loop van 1952 hield Carmiggelt ook de filmrecensies voor gezien en later in het decennium stopte hij met De Groene Amsterdammer en Vrij Nederland.
Op 23 juni 1955 verhuisde Carmiggelt van de grote flat aan het Eerste Weteringplantsoen 2a naar de nabijgelegen Weteringschans 46, een huis met meerdere verdiepingen in een smalle straat. Reinold Kuipers gaf hem een royaal voorschot waarmee Carmiggelt het huis op hypotheek kon kopen. De verhuizing markeerde het einde van de zaterdagen met veel bezoekers, soms wel zestig, die tot diep in de nacht aankwamen en op Carmiggelts kosten stomdronken werden. Aan het einde van het jaar richtte een brand, ontstaan door het legen van een asbak in een prullenmand, wat schade aan.

#### Cursiefjes: werkwijze bij het schrijven en bij het samenstellen van bundels
Een typische werkdag van Carmiggelt verliep volgens een vast patroon. Rond half elf kwam hij zijn bed uit, na in bed te hebben ontbeten. Daarna liep hij over straat, observeerde en overdacht, zat op bankjes, en begaf zich rond het middaguur naar een koffiehuis of café als Hoppe of Oosterling. Hier ontmoette hij een vaste kring bekenden, maar luisterde ook de belendende gesprekken af om materiaal te verzamelen. Ergens in de middag kwam hij thuis en schreef hij zijn Kronkel in een cahier. Na het uittypen stopte hij zijn kopij in een busje aan zijn voorgevel, waar een koerier van de krant het rond zeven uur 's ochtends ophaalde. Slechts een select groepje redacteuren had zo'n busje, de rest diende zijn productie op de krant te tikken of in elk geval zelf daar aan te leveren. Tijdens het wandelen mompelde Carmiggelt in zichzelf, een fase van het schrijfproces: "[A]ls ik eenmaal een verhaal in m'n kop heb, dan moet ik hóren hoe het klinkt. Als het eenmaal goed klinkt wat ik die mensen in zo'n stukje laat zeggen, dan kan ik het zó opschrijven, dan weet ik dat het loopt." Tussen zijn veertigste en vijftigste levensjaar had hij last van de soms aan paniek grenzende angst dat de inspiratiebron voor de Kronkels zou opdrogen: "Later heb je iets van: het komt wel. (...) En in de tijd dat je het moeilijk hebt, red je je met routine."
Carmiggelt stelde jaarlijks een bundel samen met de ongeveer vijftig beste stukjes van het afgelopen jaar. Toen hij merkte dat zelf kiezen te moeilijk was omdat hij zich liet leiden door zijn herinnering aan het schrijven van de cursiefjes, ging hij over op een methode waarbij enkele meelezers meewerkten aan de selectie. Wim Hilbers stelde op de afdeling documentatie van de krant maandelijks een lijst met de beste Kronkels op en verzamelde de cursiefjes, altijd meer dan er nodig waren. Vervolgens stelde Reinold Kuipers de bundel samen door elke Kronkel te waarderen met een systeem van drie, twee, of één kruisjes en een plusminus. Carmiggelt zelf noteerde op de krantenstukken correcties en revisies. Volgens Mulder en Koedijk speelde ook het oordeel van oud-hoofdredacteur P.J. Koets, aan wiens mening Carmiggelt veel gewicht toekende, een grote rol bij het maken van de selectie.
Columnist Nico Scheepmaker berekende dat Carmiggelt ruim 200 Kronkels per jaar niet bundelde: hij schreef zes dagen per week, 46 weken per jaar (hij had in totaal zes weken vakantie), en een bundel bevatte vijftig tot zestig Kronkels. Reinold Kuipers zei over het ongebundelde werk: "wij kiezen met het oog van nu, maar ik ben ervan overtuigd dat als we in de oude leggers gingen kijken, we Kronkels van vele jaren geleden zouden tegenkomen die met het oog van nu een bundeling weer ruimschoots waard zouden zijn."

#### Onder curatele (1955-1957)

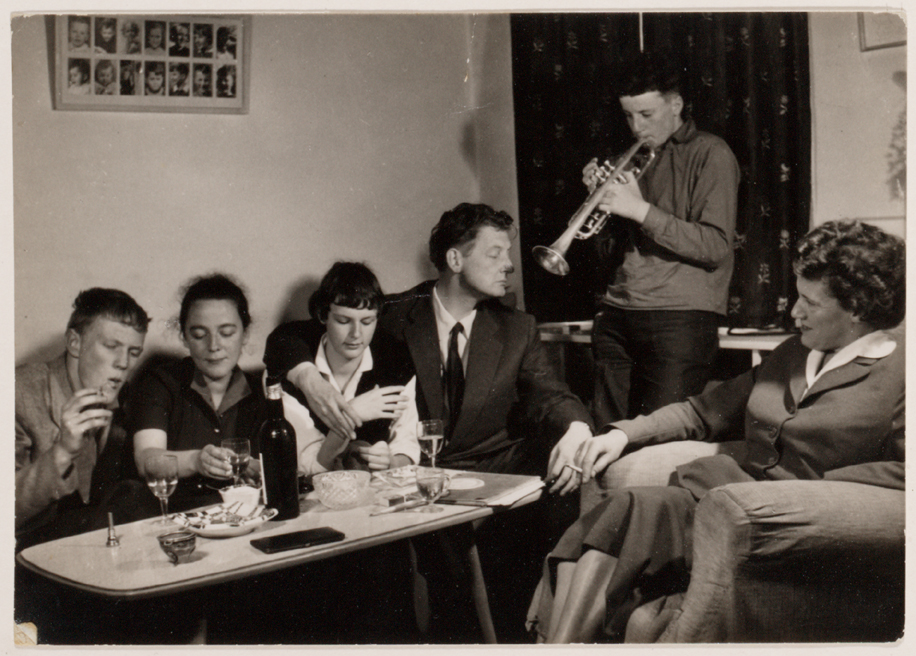
Carmiggelt, zijn arm om dochter Marianne, zijn vrouw Tiny en zoon Frank (staand met trompet). Tweede van links is illustrator Mance Post.

De Carmiggelts waren vaak van huis en namen vanwege de brand een woningzoekende kennis een jaar in huis om op de kinderen te letten. Dat was Mance Post. Zij probeerde in die tijd als illustrator een nieuw bestaan op te bouwen, nadat ze wegens gezondheidsproblemen het onderwijs had moeten verlaten. Carmiggelt introduceerde haar bij de Arbeiderspers, waar ze haar eerste illustratieopdracht zou krijgen. Later, in de jaren zeventig, zou Post Madelief, het hoofdpersonage uit de Guus Kuijer-boeken modelleren naar een kleindochter van Carmiggelt.
In deze periode begon Carmiggelts drankzucht hem zwaarmoedige buien op te leveren, waarbij de dood van zijn broer en de reactie daarop van hun vader opspeelde. Hij draaide dan 's nachts muziek tot Tiny de platenspeler boos op straat gooide. Hun leefpatroon leidde tot geldnood en in 1955 legde de belastinginspecteur beslag op Carmiggelts salaris. De directeur van De Arbeiderspers en een accountant ontwierpen een regeling die Carmiggelt onder financieel toezicht stelde. Zijn salaris werd op een bankrekening gestort waarvan alleen Tiny geld kreeg, de rest ging naar de belastingen. Hierbij speelde eigenbelang een rol, want men was bang dat de populaire journalist voor veel geld naar een andere krant zou gaan. Nog in 1961 was de belastingschuld niet vereffend en de regeling van kracht. Buiten deze regeling vielen inkomsten uit andere bronnen, zoals lezingen, reclame en radio. In januari 1956 trad Carmiggelt voor het eerst op voor het nieuwe medium televisie, een maand later op het jaarlijkse Boekenbal.
Hoewel de meeste Kronkels niet op de actualiteit reageerden, keerde Carmiggelt zich op 1 oktober 1956 tegen het besluit van de Amsterdamse burgemeester d'Ailly om enkele jazzconcerten te verbieden, waaronder dat van het Modern Jazz Quartet. Aanleiding was de confrontatie tussen jongeren en politie bij een concert van vibrafonist Lionel Hampton. Hierop besloot de burgemeester dat ene concert toch doorgang te laten vinden. Dit wordt gezien als bewijs dat wat Carmiggelt schreef van belang werd gevonden en dat hij ook als opiniemaker een rol speelde. Volgens biograaf Van Gelder maakte Carmiggelt als polemist des te meer indruk omdat hij zich zelden zo uitliet en er dus wel een serieuze reden moest zijn.
De Kronkel van 12 januari 1957 bevatte een aforisme dat een van Carmiggelts bekendste uitspraken zou worden: "de geheelonthouders hebben gelijk, maar alleen de drinkers weten waarom." Hij stond buitenshuis bekend als een vrolijke drinker, wiens observatievermogen door alcohol werd verscherpt.

#### Op tournee met Willem Elsschot (1957)
Ter gelegenheid van de verschijning van zijn Verzameld werk ondernam Willem Elsschot in 1957 een lezingentournee door Nederland, waarvoor Carmiggelt om medewerking werd verzocht. Carmiggelt zou een uur inleidend over Elsschot spreken en na de pauze zou Elsschot een half uur uit zijn roman Een ontgoocheling voorlezen. In de wetenschap dat Elsschot zelf onder zijn gehoor zou zitten, bereidde Carmiggelt zich nauwgezet voor. In het Letterkundig Museum bestudeerde hij de briefwisseling tussen Elsschot en Jan Greshoff en selecteerde passages die Elsschots manier van werken op originele wijze belichtten. De eerste bijeenkomst van de tournee was op 24 april 1957 in de grote zaal van De Bijenkorf te Rotterdam. Wat het publiek ervan zou vinden, zei Carmiggelt, "hield mij minder intens bezig dan de vraag wat Elsschot zelf ervan vond." De tournee verliep verder naar Den Haag, Utrecht en het Amsterdamse Vondelpark Paviljoen. Het Algemeen Handelsblad omschreef Carmiggelts bijdrage als "een zachtmoedige, maar niettemin scherp-omlijnende karakteristiek". In zijn Kronkels schreef Carmiggelt niet over deze tournee, maar wel deed hij in de Kronkel van 7 maart 1958 verslag van een bezoek aan Elsschot en gaf details door over de ware identiteit van Boorman en mevrouw Lauwereyssen, de hoofdpersonages uit Elsschots Lijmen/Het been.

#### Grootvader en godslasteraar (1958-1960)
Op 6 augustus 1958 verscheen een Kronkel over een man van een haringkar die herinneringen ophaalt aan het eerste vriendje van zijn dochter, later de basis voor een klassiek geworden conference van Sonneveld. Carmiggelts eigen dochter raakte in 1959 zwanger en moest trouwen. Het kleinkind werd Simon genoemd; na het kortstondige huwelijk trok Marianne als alleenstaande moeder met de tweejarige bij haar ouders in op de bovenverdieping en moest Carmiggelt de neiging onderdrukken dagelijks over zijn kleinzoon te schrijven.
Carmiggelt werkte regelmatig aan televisieprogramma's mee, met een verhaaltje of een interview. In het programma Artiestencafé van Wim Ibo, vanaf 1959 op de tv, leidde hij als kastelein de optredende kleinkunstenaars in, vaak met andermans aforismen. Op zondag 27 maart 1960 ontketende hij een rel met de tekst: "Vrouwen zijn nu eenmaal niet gierig met woorden. 'In den beginne was het woord' en een Vlaamse dichter leidde hieruit af, dat er dus vóór Adam nog een vrouw op aarde moet zijn geweest. En wat dat huwelijk betreft merkte hij op: 'God schiep de vrouw, zag hoe het de man verging en bleef vrijgezel.'" Kranten en de synode der Gereformeerde Kerken leverden kritiek en in de Tweede Kamer stelde de Christelijk-Historische Unie bij monde van freule Christine Wttewaall van Stoetwegen vragen aan de staatssecretaris van Onderwijs, Kunsten en Wetenschappen. De staatssecretaris, eveneens van de CHU, was het ermee eens dat Carmiggelts teksten kwetsend voor gelovigen waren en verzekerde dat ook de omroep het incident betreurde en dat het volgens de Vara nooit Carmiggelts opzet was geweest om te kwetsen. Hoewel Kronkel op 11 mei reageerde dat hij de Vara helemaal niets verzekerd had, bracht hij op 11 juli een bezoek aan de freule Wttewaall, die zich inmiddels verzoenend had uitgelaten, om de kwestie uit te praten. Daarbij veranderde hij niet van mening: het volgende jaar verscheen onder de titel Steentjes des aanstoots een door hem samengestelde en ingeleide bundeling aforismen van Julien De Valckenaere, de bewuste Vlaamse dichter wiens tekst de rel veroorzaakte. Op 16 juni keerde Kronkel zich tegen de "ongepaste betutteling" van de filmkeuring om te snijden in de film La dolce vita van Fellini: "Wanneer ben je nu eindelijk volwassen in dit land?"
Zijn optredens op radio en televisie droegen bij aan Carmiggelts populariteit: van zijn jaarlijkse bundels werden honderd- tot honderdvijftigduizend exemplaren verkocht en de eerste oplage bestond tegen het einde van de jaren vijftig meteen uit dertigduizend exemplaren, die in meerdere zogenaamde drukken verdeeld waren om de verkoopsnelheid hoger te doen lijken. Zo kon de uitgeverij adverteren met "nu al derde druk", terwijl het nog steeds om de oorspronkelijke oplage ging. Samen met Annie M.G. Schmidt was Carmiggelt de bestverkopende auteur van De Arbeiderspers.

#### De Steeg in Gelderland, de Constantijn Huygens-prijs enKroeglopen(1961-1962)
Simon en Tiny Carmiggelt onderhielden een nauwe vriendschap met Wim Kan en Corry Vonk. Kan had affiniteit met Carmiggelts melancholie, terwijl Carmiggelt Kans vakmanschap bewonderde. Beiden kenden een gevoel voor betrekkelijkheid en deelden een Haagse afkomst. Op aanbeveling van Kan zochten de Carmiggelts geregeld de rust van het dorpje De Steeg in Gelderland op om aan de drukte in Amsterdam te ontsnappen.
Kan en Vonk waren aanwezig toen Carmiggelt op 8 december 1961 de Constantijn Huygens-prijs van de Jan Campert-stichting ontving, die drieduizend gulden bedroeg. In de adviescommissie die de laureaat vaststelde bestond uit de letterkundigen Pierre H. Dubois en Gerrit Kamphuis, en de uitgever Bert Bakker.
Carmiggelts oorlogsherinneringen speelden op toen in april 1962 begonnen werd met de bouw van een nieuw pand voor Het Parool aan de Wibautstraat, in het najaar nog verergerd door een dreigende atoomoorlog vanwege de Cubacrisis: Carmiggelts bundel uit 1963 had als titel We leven nog.
In juli 1962 verscheen een bloemlezing van veertig van Carmiggelts kroegverhalen; het pocketboek Kroeglopen was in heel Nederland de bestverkopende pocket van de laatste maanden van 1962 en werd een van zijn bekendste titels.

### 1963-1977: Alleen nog Kronkel

#### Persoonlijke en maatschappelijke veranderingen (1963-1966)
In december 1962 maakte een kaakontsteking Carmiggelt het schrijven enkele weken onmogelijk. De rust beviel hem zo goed dat hij besloot om voortaan af te zien van alle bijverdiensten aan klussen en schnabbels, en zich alleen nog aan zijn dagelijkse Kronkel te wijden. In dezelfde periode waren alle kinderen en kleinkinderen het huis uit, zodat Carmiggelt en Tiny meer bewegingsvrijheid kregen. Op 7 oktober vierde Carmiggelt zijn vijftigste verjaardag groots met een lunch in een zaal in Artis, waarbij onder meer de dichter Adriaan Roland Holst en collega-humorist Godfried Bomans aanwezig waren. In de week die volgde op de moord op de Amerikaanse president John F. Kennedy schreef hij geen verhaaltjes, maar vulde zijn Kronkels door alleen over boeken te schrijven. Steeds langere perioden brachten de Carmiggelts tijd door in De Steeg of elders buiten hun woonplaats, al bleef Amsterdam wel de meeste stof voor de Kronkels opleveren. In 1965 had hij drie kleinkinderen, over wie hij schreef tot ze zes waren: tegen die tijd konden ze lezen wat hij schreef en waren de kinderen de leeftijd ontstegen dat ze de leukste uitspraken opleverden.
Carmiggelt, die in de oorlog had ervaren wat tegen een dictatuur vechten was, ergerde zich aan het toenemende verzet van de jonge generatie tegen het gezag. Ook begon hij te mopperen over de plaatsruimte die de kranten boden aan 'onnozele jongelui', een ergernis die hij zelf in verband bracht met het eigen ouder worden. Vanaf 1965 manifesteerde hij zich als activist tegen de apartheid in Zuid-Afrika. Hoewel Carmiggelt zich cynisch uitliet over het anti-kapitalistische verzet van de jonge generatie, behoorde hij niet zonder meer tot de conservatieve partij. Hij bewonderde de voor godslastering vervolgde Reve en de durf van het VPRO-programma Hoepla, waarin een bloot meisje te zien was.

#### In a Sentimental Mood: maandelijks voor de Vara-camera (1965-1987)
Vanaf 1965 sloot Carmiggelt de televisie-uitzendingen van de Vara maandelijks af met de voordracht van een door hemzelf uitgekozen Kronkel, waarvoor in Hilversum per sessie enkele verhalen tegelijk werden opgenomen. Alleen Kronkels waarin anderen het woord hadden werden voorgelezen, persoonlijke Kronkels kwamen niet in aanmerking. Ook de herkenningsmelodie, een opname uit 1935 van In a Sentimental Mood van Duke Ellington, was Carmiggelts keuze. De reeks uitzendingen zou de rest van zijn leven blijven lopen: ten tijde van zijn dood had de Vara nog een voorraad van vier uitzendingen klaarliggen. In totaal las Carmiggelt 225 Kronkels voor.
Een opnamedag in Hilversum bereidde Carmiggelt thuis zorgvuldig voor door ze thuis enkele malen op een bandrecorder in te spreken. Op de opnamedag zelf kende hij de tekst vrijwel uit zijn hoofd en sprak haar zonder nog te repeteren vrijwel foutloos uit. Criticus Kees Fens typeerde de voordrachten als "literaire slowmotion": "uiterst traag ging zijn stem en zijn gezicht plooide en ontplooide zich langzaam en bij elk lichte clou of cruciale zin keek hij ons met heel grote ogen aan. Zelf verbaasd. En van verwondering pauzeerde hij even."

#### Sombere jaren en correspondentie met Gerard Reve (1967-1975)

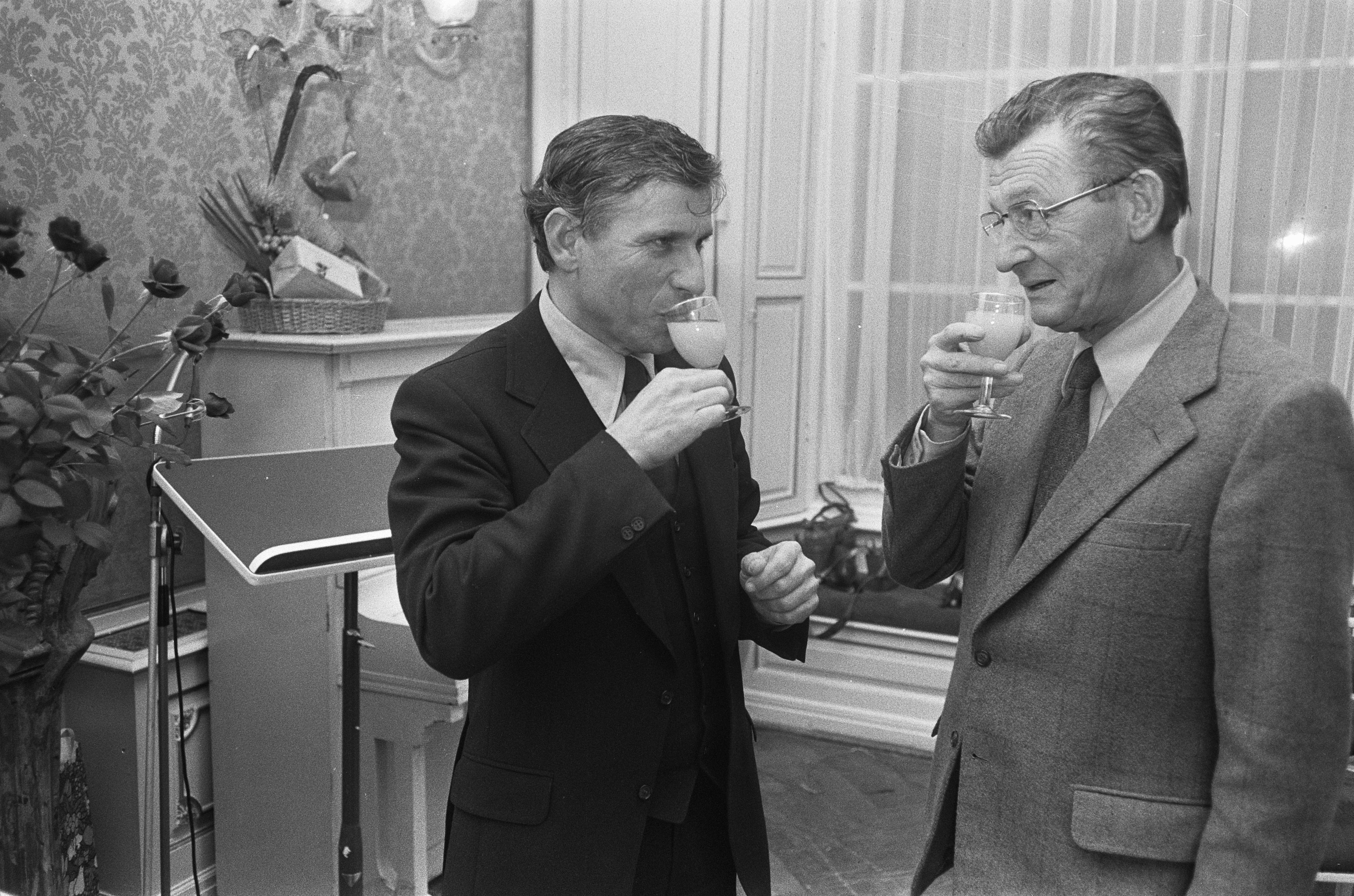
Carmiggelt (rechts) met Gerard Reve, 1973.

Het schrijven onder invloed van alcohol begon Carmiggelt halverwege de jaren zestig moeilijker te vallen en dus probeerde hij zijn alcoholgebruik te matigen. Op 13 september 1968 overleed zijn moeder op 84-jarige leeftijd. De Kronkels werden nu, in de woorden van biograaf Van Gelder, "voornamelijk herfstig van toon". De verkoop van zijn bundels telde bijna 77.000 exemplaren voor 1970 alleen. Op Koninginnedag 1970 werd hij benoemd tot Ridder in de Orde van Oranje-Nassau. Op zijn zeventigste verjaardag, in 1983, zou hij de bevordering tot Officier ontvangen.
In 1971 kwam een correspondentie op gang met Gerard Reve, die veel meer dan Carmiggelt een depressieve natuur had. De meeste brieven, waarin de omgang met alcohol een prominent onderwerp is, dateren uit de jaren 1971-1972. Daarna was de sjeu eraf, al smeulde de briefwisseling nog tot 1975 voort. Carmiggelt wees het plan van de Vara om samen met Reve in een televisieprogramma op te treden af, omdat hij niet van tevoren wist hoe zijn stemming zou zijn. De briefwisseling kent in zoverre een collegiaal aspect dat Reve Carmiggelt voorzag van enkele anekdotes die geschikt waren voor Kronkel en Carmiggelt andersom Reve enkele bruikbare adviezen gaf bij het lezen van de eerste versie van diens Een Circusjongen. Bovendien adviseerde Reve hem om minder dwangmatig aan de pointe vast te houden, waartoe Carmiggelt vanaf 1973 inderdaad overging. Andersom raadde Carmiggelt Reve aan om afschriften van zijn brieven te bewaren, want "[e]r staan in die brieven prachtige zinnen, die je niet moet laten wegdwarrelen", maar die Reve tot steun zouden kunnen zijn bij het scheppen. Reve zou er echter toe overgaan om de brieven zelf uit te geven; daarop publiceerde Carmiggelt een aanvankelijke selectie van zijn brieven aan Reve in Mooi kado In november 1975 werd een gesprek tussen Reve en Carmiggelt afgedrukt in het nieuwe culturele tijdschrift Hollands Diep. Een uitgebreidere keuze van nog steeds beneden de veertig bladzijden – het aandeel van Reve telt er bijna driehonderd – verscheen in 1983 in Met de neus in de boeken, de herziene en sterk uitgebreide editie van Mooi kado.
Reve zegde de vriendschap met Carmiggelt op nadat zijn verhuizing naar Frankrijk de fiscus tot maatregelen had aangezet en Carmiggelt het, in de woorden van Rubinstein, "heel begrijpelijk van de fiscus vond dat ze Reve net zo belastte als iedereen." Om die reden weigerde Reve ook om voor dagblad De tijd over Carmiggelt te schrijven ter gelegenheid van diens – ook volgens Reve terechte – bekroning met de P.C. Hooft-prijs.
Die zomer gingen de Carmiggelts naar Italië op vakantie. In december gingen ze naar Arcen in Limburg, waar ze werden geschokt door het onverwachte overlijden van Godfried Bomans op 22 december. De Kronkels van dat jaar tonen volgens biograaf Van Gelder "een mijmeraar, die de onderwerpen steeds dichter bij zichzelf zocht."
Halverwege 1972 maakte een slepende depressie Carmiggelt het schrijven onmogelijk. Zelf wees hij zijn leeftijd aan als oorzaak, maar volgens zijn zoon Frank braken ook de hoge verwachtingen van de buitenwereld hem op en werd de ondraaglijke druk Carmiggelt te veel. Carmiggelt, die gewoon in het telefoonboek stond, werd vaak opgebeld door allerlei mensen, lezers maar ook door de gekken die bekende personen aantrekken. Daarnaast constateerde een internist een ziektebeeld dat bij alcoholisme optreedt. De internist vertelde Carmiggelt niet dat hij moest stoppen met drinken omdat hij anders zou sterven, wat geen indruk zou hebben gemaakt, maar dat hij anders niet meer zou kunnen schrijven. Carmiggelt werd geheelonthouder en vertrok met Tiny voor een lange herstelperiode naar Zwitserland. In de krant werden zolang oude cursiefjes opnieuw afgedrukt, tot tegen het einde van het jaar de stroom weer op gang kwam. Tiny bleef wel doorgaan met zich in een roes te drinken: volgens illustrator Mance Post leidde dit verschil in de loop der jaren tot een verslechtering van hun huwelijk.

#### Verandering van schrijfstijl (1973)
In zijn nieuwe Kronkels liet Carmiggelt zijn methode om gaaf afgeronde verhaaltjes te schrijven los en begon vrijer te werk te gaan, zoals Reve hem in hun correspondentie herhaaldelijk had aangeraden. Bovendien begon zijn werk steeds meer uit herinneringen aan vroeger te bestaan, al zag hij ook het conflict tussen de openheid van de jonge generatie en de meer behoudende ouderen. Zijn raffinement toonde volgens Van Gelder "een nog steeds groeiend meesterschap".
Zijn zestigste verjaardag vierden de Carmiggelts met de kinderen en kleinkinderen een heel weekend in De Steeg. Dat jaar wijdde het Letterkundig Museum een tentoonstelling en een boekje, Kijk, S. Carmiggelt, aan Carmiggelt. Ook ging hij als altijd plichtsgetrouw in op elk interviewverzoek, waarbij hij zich nooit tot intieme ontboezemingen liet verleiden, maar steevast op persoonlijke vragen reageerde met geroutineerde anekdotiek die evengoed een lezenswaardig artikel waarborgde. Zijn productie aan Kronkels vertoonde nauwelijks inzinkingen aan inspiratie, waarbij een nieuwe, uit Korea afkomstige adoptiekleindochter een dankbaar onderwerp vormde.

#### De Kronkel-imitatiewedstrijd (1976)
In 1976 organiseerde Het Parool een wedstrijd voor zijn lezers: gedurende een week zou de krant zes door verschillende auteurs geschreven Kronkels plaatsen, waarna de lezers moesten raden welke door Carmiggelt geschreven was. De krant zou het antwoord zelf ook niet weten, want elke auteur stuurde zijn bijdrage naar een notaris, waar het cursiefje werd overgetikt en naar de krant verzonden. Carmiggelt zelf viel buiten de top drie, want de ruim 8400 inzendingen wezen als eerste de 'Kronkel' van Henk Spaan als de echte aan, met Renate Rubinstein als tweede en Kees van Kooten als derde. De Kronkel van Carmiggelt zelf werd vierde. Nico Scheepmaker en Rinus Ferdinandusse eindigden onder hem. Vervolgens nodigde de krant ook haar lezers uit om zelf een Kronkel te schrijven: uit de bijna 2000 inzendingen koos de jury – waarin onder meer Spaan, Rubinstein en Scheepmaker – zes stukjes voor plaatsing.

#### Toekenning P.C. Hooft-prijs voor 1974 (1977)
Op 21 mei 1977 werd Carmiggelt de P.C. Hooft-prijs uitgereikt, waaraan een bedrag van achtduizend gulden verbonden was. De jury bestond uit Andreas Burnier, Ankie Peypers, Ethel Portnoy, Hugo Kaleis, C.N. Lijsen en secretaris H.J. Kompen. Het was voor het eerst dat de prijs voor een oeuvre was dat geheel in de krant was verschenen. Uit het juryrapport:
Carmiggelt is er, vanaf het begin van zijn loopbaan tot heden, steeds in geslaagd zijn taal, vrij van literaire conventies, op een geheel eigen en verrassende wijze te hanteren. Dankzij zijn werk, en zijn gevoel voor twintigste-eeuws Nederlands, zijn onze omgangstaal en prozataal verrijkt met nieuwe woorden, uitdrukkingen en constructies. Dit gegeven, gecombineerd met Carmiggelts observatievermogen, zijn ingehouden humor, zijn relativeringszin, maken dat hij voor de Nederlandse literatuur een van de zeer groten is.
Door zijn grote kwaliteiten als schrijver, als taalgebruiker en als kenner van vooral de kleine mens in alledaagse situaties, heeft Carmiggelt een lezerspubliek weten te verwerven, dat omvangrijker en enthousiaster is dan ooit bij enige Nederlandse schrijver van formaat het geval is geweest. Ondanks zijn grote populariteit is hij echter steeds zichzelf gebleven: wars van commercialiteit en vrij van iedere concessie aan slechte smaak of een heersende mode. Het werk van Carmiggelt bestaat uit miniaturen, die tezamen een uniek tableau vormen van het menselijk leven.
In overleg met de winnaar vond de uitreiking niet zoals gebruikelijk plaats in het Muiderslot, maar in de Koninklijke Schouwburg te Den Haag. Onder de genodigden bevonden zich vertegenwoordigers van alle media, schrijvers, journalisten, theatermakers, uitgevers en televisiepersoonlijkheden. Van Gelder noemt met name de Amsterdamse burgemeester Samkalden, Mies Bouwman, Jasperina de Jong en de oudste kinderen van Willem Elsschot, Walter en Adèle de Ridder. Vijfhonderd plaatsen waren gratis beschikbaar voor niet-genodigden; iedereen die dat wilde kon in aanmerking komen voor een plaats. Binnen een uur waren de kaarten weg. Nog nooit was de prijsuitreiking zo toegankelijk geweest, volgens Van Gelder een teken van Carmiggelts statuur. Minister van Ministerie van Cultuur, Recreatie en Maatschappelijk Werk Harry van Doorn sprak Carmiggelt toe: "U beschrijft kleine mensen (...) met te grote verwachtingen, die allang weer tot de juiste proporties zijn teruggebracht, maar die nog bespiegeld worden in de wat morsige resignatie van de eeuwig gedupeerde wijsgeren van het kroegtafeltje."

### 1978-1983: Afbouwen

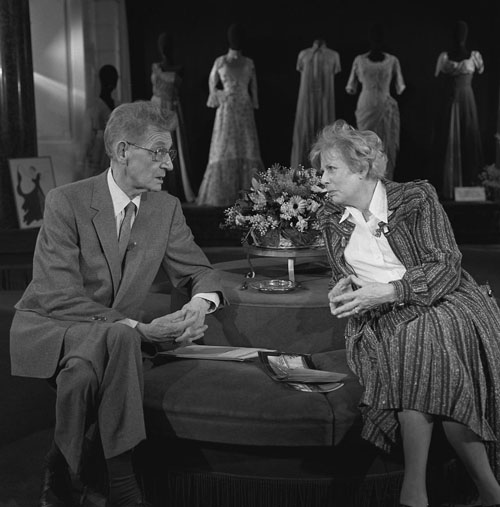
Met Mary Dresselhuys, 1982.

Reeds maanden voordat Carmiggelt de pensioengerechtigde leeftijd bereikt, had hoofdredacteur Herman Sandberg hem verzocht zijn Kronkel voort te zetten. Aangezien het schrijven tot zijn dagelijks levensritme was gaan behoren, ging Carmiggelt akkoord met een overeenkomst die uit jaarcontracten bestond. Zijn 65ste verjaardag zelf brachten hij en Tiny in Parijs door. Dat jaar wekten Carmiggelts steeds frequentere bezoeken aan de zieke publiciste Renate Rubinstein, een columnist van Vrij Nederland bij wie multiple sclerose was vastgesteld, onbehagen op bij Tiny, die hem verzocht haar niet meer te bezoeken.
Het dagelijkse schrijven viel Carmiggelt in de loop van 1979 steeds moeilijker en er werd afgesproken dat de frequentie in 1980 teruggebracht zou worden naar drie keer per week. De inspiratie leek echter op, het ging meestal over vroeger en volgens biograaf Van Gelder werd ook de toon "steeds grijzer", terwijl de inhoud al mijmerend verschoof van anekdote naar een citaat: "het was alsof hij aan het begin zelden meer wist waar hij in de laatste alinea zou uitkomen." Nadat hij aanvankelijk de omgang met Rubinstein eind 1978 had beëindigd, kwam hij in 1980 toch weer langs en in dat jaar groeide er een liefdesrelatie die tot zijn dood zou blijven duren. Rubinstein bewaarde de ruim 1100 haar door Carmiggelt gestuurde ansichtkaarten met daarop korte Kronkels, ontboezemingen, grapjes en versjes. Vanaf 1981 werd de frequentie van zijn cursiefjes nogmaals teruggebracht, nu naar één keer per week en op een andere plaats in de krant. Op 20 december 1980 stond Kronkel voor het laatst op pagina drie. Samen met tekenaar Peter van Straaten verzorgde hij onder de titel Een zee van tijd voortaan een halve pagina in het zaterdagse bijvoegsel PS.
Het stichtingsbestuur van de krant stelde als opvolger van de gepensioneerde hoofdredacteur Sandberg Max Snijders, hoofdredacteur van Utrechts Nieuwsblad, voor. De redactie wees de kandidaat echter af en Carmiggelt doorzag meteen dat de tijden veranderd waren: "Dit is de definitieve beëindiging van de almacht van het stichtingsbestuur over de krant," zei hij tegen Wim van Norden.
De gezondheid van Tiny ging achteruit, onder meer leed zij aan een oogziekte die haar het lezen belemmerde. Het huishouden kwam nu meer op Carmiggelt zelf neer en dat kwam in zijn wekelijkse Kronkel terug. Maar hij kon niet wennen aan de wekelijkse frequentie van het publiceren. Met de nieuwe hoofdredacteur Wouter Gortzak sprak hij af dat hij met zijn zeventigste verjaardag in oktober 1983 helemaal zou stoppen. Volgens biograaf Van Gelder is aan de Kronkels goed te zien dat het Carmiggelt moeizaam afging. In de laatste maand herplaatste hij vijf niet gebundelde Kronkels uit de jaren vijftig en zestig.

#### Carmiggelt zeventig:Vroeger kon je lachenenMag 't een ietsje meer zijn?(1983)
Ter gelegenheid van Carmiggelts zeventigste verjaardag verscheen de film Vroeger kon je lachen van Bert Haanstra, genoemd naar een bundel Kronkels uit 1977. Acteurs spraken zijn teksten uit en Carmiggelt zelf was als toehoorder te zien. Bovendien had Haanstra hem gefimd tijdens het wandelen in stad en Vondelpark, in Parijs, bij een opname voor de televisie en met zijn kleinkinderen. Bij wijze van rode draad sprak Carmiggelt bij deze beelden een tekst uit. Een hilarisch onderdeel vormde de scène waarin Carmiggelt in een boekhandel zit te signeren en Kees van Kooten als de Vieze Man hem aanziet voor de auteur van scabreuze boekjes. Critici meenden dat het resultaat hooguit aardig was en dat Haanstra zich te terughoudend had opgesteld. De bezoekersaantallen stelden tevreden.
Volgens Rubinstein was Carmiggelt in geen enkel opzicht ijdel en gaf hij zelf niet veel om dit soort eerbetoon. Hij deed er alleen aan mee omdat hij de "kapsones" niet had om te weigeren, niet omdat hij het diep van binnen toch wel graag wilde. In enkele filmkritieken werd hem bij alle genegenheid ook ijdelheid verweten, maar hij was volgens Rubinstein "niet ijdel genoeg om door die kritiek beledigd te zijn."
Eveneens ter gelegenheid van zijn zeventigste verscheen Mag 't een ietsje meer zijn?, een door de auteur zelf samengestelde, bijna 450 bladzijden tellende bloemlezing uit alle 47 bundels die hij van 1940 tot en met 1982 had gepubliceerd. In de Volkskrant verscheen een uitvoerig stuk van Kees Fens waarin de ontwikkeling van Carmiggelts schrijverschap werd getypeerd, van jolige kolder in de eerste jaren naar "[v]erhalen waarin de wereld alleen uit stilte lijkt te bestaan: ze vertegenwoordigen naar schrijftechniek het hoogst bereikbare." Volgens Rubinstein was Carmiggelt blij met Fens' beschouwing: "Het kan hem veel schelen dat iemand begrijpt in welke richting zijn talent zich ontwikkeld heeft. Al het overbodige is eraf, zegt hij zelf."

#### 8 oktober 1983: de laatste Kronkel
In een interview van april 1983 vermeldde Theo Sontrop van De Arbeiderspers dat Carmiggelt op stabiele verkoopcijfers kon bogen. Pieken in de verkoop werden veroorzaakt door gebeurtenissen als nu met de film en zijn zeventigste verjaardag. Een nieuwe bundel werd meteen gedrukt in een oplage van 35.000 tot 50.000 exemplaren. Op zijn zeventigste verjaardag, die op vrijdag 7 oktober 1983 viel, werden hem door burgemeester Ed van Thijn de versierselen van Officier in de Orde van Oranje-Nassau opgespeld (hij was Ridder sinds 1970). Een dag later nam hij afscheid van zijn lezers met zijn laatste van de in totaal ongeveer 8700 Kronkels:
Ik ben er nu nog geestelijk samenhangend genoeg voor om dat besluit bewust te kunnen nemen. Of het, deo volente, over een paar jaar nòg zo zou zijn, weet ik niet, doch betwijfel ik wel. Er zijn mensen die, door op hogere leeftijd harder te werken dan zinnig is, diep van binnen denken dat Magere Hein zal zeggen: "Die heeft het nog zó druk, ik zal hem maar overslaan." Maar ik geloof niet dat Hein dat denkt.
Carmiggelts wereld was in de laatste jaren steeds kleiner geworden. De ziekte van zijn vrouw vereiste dat hij thuis was, terwijl ook Rubinstein steeds meer verzorging behoefde. Over geen van beiden wilde of kon hij schrijven, terwijl hij ook weinig tijd had om nog op straat inspiratie op te doen. Volgens Max Nord ligt daar de werkelijke reden van het einde: "Hij schreef altijd, ook al was het indirect, over zijn eigen situatie, en opeens kon dat niet meer."

### 1983-1987: Laatste jaren en overlijden

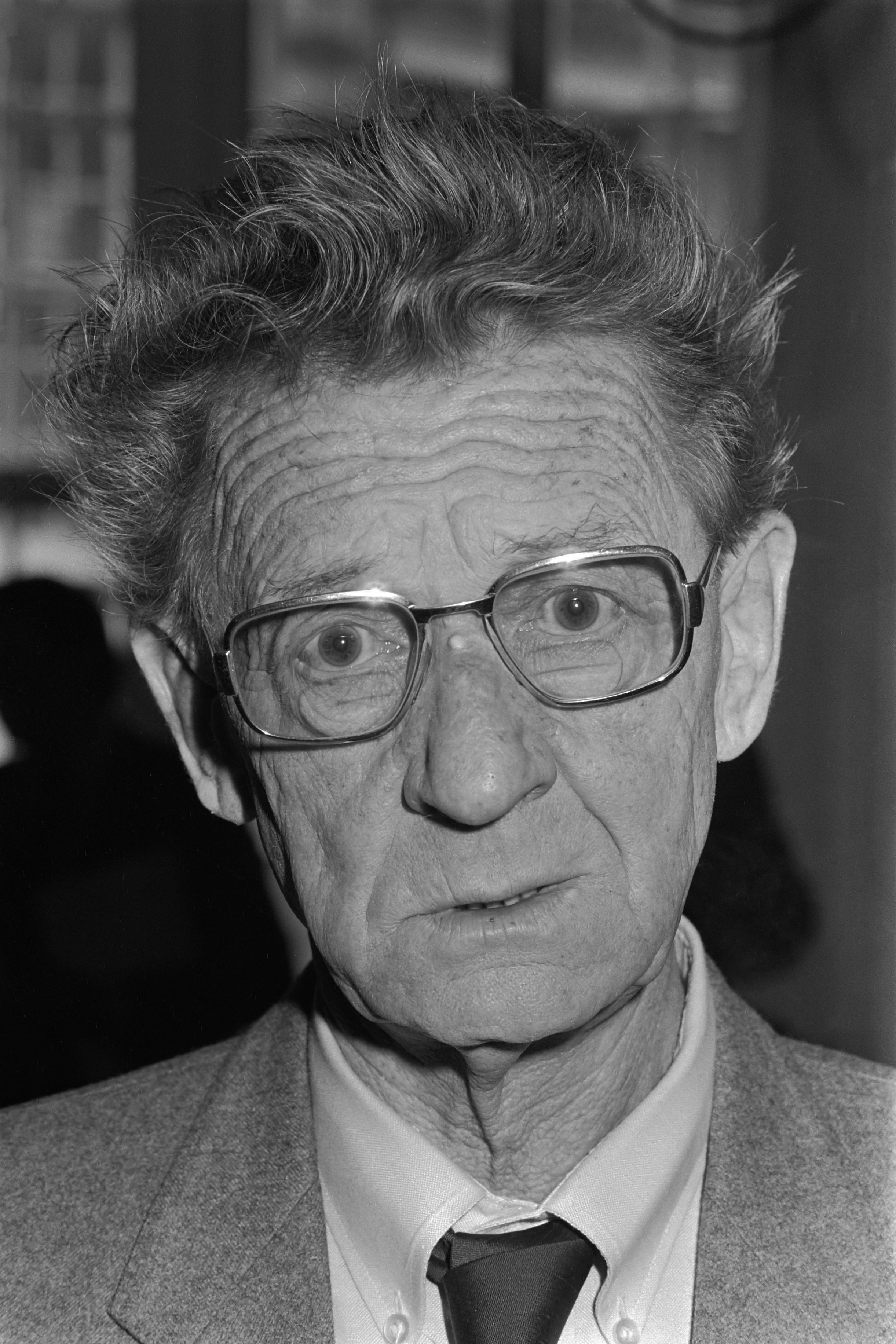
Simon Carmiggelt (1984)

Zonder het schrijven raakte Carmiggelt somber. Thuis was de sfeer gespannen, omdat Tiny vermoedde dat hij tegen haar verzoek in de omgang met Rubinstein niet had beëindigd, ook al had die in 1984 tegen hem gezegd niet meer zo verliefd te zijn. In 1983 was Wim Kan overleden. Toen een cabaretliefhebber het initiatief nam voor een standbeeld van Kan op het Leidseplein, vond Carmiggelt dat het bij elkaar krijgen van het benodigde geld niet mocht mislukken. Voor dit doel verkocht hij de brieven die Reve hem had geschreven voor tienduizend gulden aan uitgever Johan Polak. Bovendien beijverde hij zich voor een goede plaats voor het beeldje en bezocht hiertoe de burgemeester.
Carmiggelt was van plan een bundel te schrijven over zijn oude dag, die Ik lach nog zonder bril zou moeten heten. Van schrijven kwam weinig, niet alleen omdat de verzorging van Tiny zijn aandacht vroeg, maar ook omdat het hem voor haar onplezierig leek om te merken dat aan zijn gezichtsvermogen niets mankeerde terwijl zijzelf niet meer kon lezen. Om die reden las hij de krant ook 's ochtends in een café. Behalve het afgeronde verhaal Het huis, is dit project dan ook niet verder ontwikkeld dan opzetjes en gedachten.
In 1987 werd Carmiggelt geopereerd aan staar. De narcose bezorgde hem hallucinaties die hem weer aan het schrijven zetten. Het manuscript van het surrealistische verhaal gaf hij eind augustus als verjaarscadeau aan Reinold Kuipers, die er de indruk aan overhield dat het een afscheidsbezoek was. In september belandde Carmiggelt met suikerziekte in het ziekenhuis. Voortaan zou hij insuline moeten spuiten en een streng dieet volgen. De dag na zijn ontslag werd hij getroffen door een hartinfarct. Bij alle zorg voor Tiny had hij zichzelf verwaarloosd en at niet geregeld, waardoor hij erg mager werd. Bovendien eisten de vroegere jaren van drinken en het nog steeds roken hun tol. Tijdens zijn revalidatie in het Prinsengrachtziekenhuis kwamen eind oktober Rubinstein en de illustrator Peter Vos langs, die hem vermagerd, verouderd en zwak vonden en het bezoek kort hielden. Toen hij thuis mocht aansterken, was hij nog steeds zwak. Volgens zoon Frank was Carmiggelt "in het geheel niet van plan om dood te gaan. Over zaken als de literaire nalatenschap hebben we dan ook niet gepraat. Hij was zoals hij altijd was: we zitten dit wel uit, het komt wel weer." Een heel andere indruk hield kleindochter Klaartje over van haar bezoek op 29 november: "Volgens mij had hij geen zin meer in het leven, nu zijn vaste ritme hem uit de handen was geslagen." De volgende ochtend werd Carmiggelt bij het opstaan getroffen door een tweede hartaanval en was meteen dood.
Zijn overlijden was het belangrijkste nieuws voor het Journaal, de radio en de avondpers. Youp van 't Hek noemde hem "iemand die mede de skyline van dit land bepaalde" en Reinold Kuipers prees zijn analytische geest: "Hij peilde onmiddellijk het wezenlijke van wat mij wakker deed liggen en signaleerde met een formulering, een Kronkel waardig, de trivialiteit van wat mij aan akeligs overkomen leek. Hij deed dit met duidelijke betrokkenheid en zonder te bagatelliseren. Ik hoefde hem gelukkig maar zelden lastig te vallen, denk ik nu, want zijn emotionaliteit was groot." Gerlof Leistra wees in Nieuwsblad van het Noorden als Carmiggelts literaire erfgenamen aan Kees van Kooten, Peter van Straaten en met enige reserve Remco Campert.
Op 3 december vond de crematie plaats op Westgaarde in Amsterdam-West. Onder de aanwezigen waren de burgemeester Ed van Thijn en diens voorganger Wim Polak, de schrijvers Harry Mulisch, J. Bernlef en Mensje van Keulen, mensen van het theater als Ellen Vogel, Guus Hermus, Kees Brusse, Ton van Duinhoven en regisseur Bert Haanstra. De lokale radiozender STAD Radio Amsterdam zond de crematieplechtigheid rechtstreeks uit. Ondanks sprekers als Wim van Norden en Reinold Kuipers vonden aanwezigen de crematie koel en onpersoonlijk, zelfs harteloos. Destijds meende men dat het overlijden voor de familie te onverwacht kwam om zich voor te bereiden, maar onder meer Van Norden meende dat de relatie met Rubinstein ertoe had geleid dat "niet meer alleen met gevoelens van tederheid over vader kon worden gesproken."

## Schrijfstijl
Essentieel voor het onderscheid tussen journalistiek en literatuur, aldus literair criticus Kees Fens, is het arrangement van de reële werkelijkheden tot de eigen werkelijkheid van het verhaal. Het procedé van Carmiggelt wekt de bedrieglijke suggestie dat de lezer met journalistiek te maken zou hebben. Tot dit procedé behoren elementen als de beknopte inzet, de veelvuldig gebruikte ik-vorm en de alledaagsheid van de omgeving. De suggestie dat men met een weergave van de werkelijkheid van doen heeft is "zo groot, dat de gedachte aan literatuur niet bij de lezer opkomt: de geraffineerdste en hoogste vorm van kunstmatigheid die mogelijk is." Zijn proza heeft nooit opgehouden een "journalistieke indruk" te maken en ook "de suggestie van alledaagsheid van het gebeuren" is een constante. Deze indruk van gewoonheid zou ertoe hebben geleid dat Carmiggelt anno 1967 niet op waarde werd geschat: "wiens stijl, hoe eigen literair ook, weinig geijkt literair is, maakt grote kans op miskenning." De schijn van eenvoud is bedrieglijk, want bij zorgvuldig lezen "blijkt hoe geraffineerd zijn beste verhalen in hun onderdelen in elkaar zitten, hoe afgewogen zijn proza is en elk klein effekt daarvan berekend is."
Het vocabulaire van Carmiggelt tot begin jaren vijftig kenmerkt zich volgens essayist Paul Rodenko door "nèt even ouderwets klinkende woorden als "monter" of "ferm"", een woordkeuze die "net niet gewoon genoeg" is om de alledaagsheid van de handeling te dekken. De stijl is in zijn ogen een "wat droge, soms gewild-houterige ambtenarenstijl" waarin "veel bedeesde understatements" voorkomen. Criticus Kees Fens wees op drie kwaliteiten die reeds in het vroege werk van de auteur aanwijsbaar zijn en zich "het hele oeuvre door gehandhaafd hebben: een beeldend woordgebruik, vooral in de typeringen van mensen, een vermogen beelden en vergelijkingen in de dagelijkse werkelijkheid te vinden, hetgeen aan het proza een weinig geijkt literair karakter geeft; onmiskenbaar is ook al aanwezig de "toon", die persoonlijke kleur, die "smaak" alle goed proza eigen, maar ontsnappend aan elke poging tot omschrijving." Wie na lezing van de bundel Kroeglopen in een vrolijke bui is, heeft het boekje volgens Fens niet goed gelezen: "in elk geval zijn hem de hulpeloosheid, de kleinheid, de droevigheid, de tragi-komedie van vergeefse pogingen tot een beetje grootheid ontgaan." Volgens De Ruiter onderscheidt Carmiggelts woordgebruik zich door drie belangrijke kenmerken, ten eerste plechtige, ouderwetse of ambtelijke woorden zoals "jongmens", "verbolgen", "schier" en "allengs". Ten tweede gechargeerde woorden, die eigenlijk te geladen zijn voor de situatie: "Op het krakendste schoenwerk, ooit door enig mens gedragen" (uit 'In het publiek'); "Dus ik gaf de gastvrouw een judaskus op de wang (...) en ik vervoerde mijn gestalte naar buiten" (uit 'In a sentimental mood'). Ten derde het neologisme, zoals van een zelfstandig naamwoord afgeleide adjectieven: "Zandvoorterig onder de koperen ploert gezeten" (uit 'Een pa'); "waren we die ouwe lijn zestien weer spitsuurlijk aan het volstouwen" (uit 'Geringe misslagen'); of afgeleid van een werkwoord: "Lange tijd bleef hij drentelig zichzelf aan het hoofd grijpen" (uit 'Passagieren'). Daarnaast is er sprake van understatement: "De kastelein was er niet kapot van[=het kon hem niets schelen]" (uit 'Lekker brood'); het gebruik van uitdrukkingen in hun letterlijke en figuurlijke betekenis tegelijk: "In de hal (...) rees de vestiairejuffrouw landerig uit haar bibliotheekboek op" (uit 'Avontuurtje'); en de ongelijksoortige opsomming (sylleps): "In de huiskamer (...) zat Henk verdraaid kalm, zeer gekwetst en niet de minste te wezen" (uit 'IJs breken'), "Ella had de hele avond zitten babbelen, over koetjes en kalfjes maar toch het meest over mensen" (uit 'Vorst').
Biograaf Henk van Gelder omschrijft de schrijfstijl van Carmiggelts verhalen als "een ragfijn soort Nederlands, rijk aan verrassende omschrijvingen – een barok ingericht restaurant was 'een met 'n ekzeem van schemerlampjes bedekte onderneming', een vrouw droeg 'een door zeldzame reptielen bijeengestorven handtas' – en aan proces-verbaalachtige zinswendingen, die een ironisch contrast vormden met de alledaagsheid van de onderhavige situatie."
Zeer eigen aan Carmiggelt is de "stilistische kunstgreep" om "een persoon zichzelf in een monoloog te laten typeren" en dit vermogen van de auteur "de mensen letterlijk sprekend op zichzelf te laten gaan gelijken, onuitputtelijk." Volgens criticus I. Sitniakowsky van De Telegraaf komen betere en spontanere dialogen dan de zijne in de naoorlogse Nederlandse literatuur niet voor.
Carmiggelts stijl werd in de loop der jaren "soberder, dramatischer ook. De humor ligt niet langer in de beschreven situatie, maar lijkt zich uit de taal zelf te gaan ontwikkelen. De woorden veroorzaken de intrige. De taal maakt ongewone situaties overbodig", waar nog bij komt: "niet alleen de woorden, maar ook de stilten ertussen worden van groot belang in het geheel. In de allerbeste verhalen staat het gebeuren tussen de woorden." Het monument van een verzameld werk, verzucht Fens tien jaar na Carmiggelts overlijden, is hem onthouden: "Er zou een aantal van de mooiste zinnen in staan die in de Nederlandse taal zijn geschreven."
In 1967 beschreef Fens dat het werk tot dan toe een grote ontwikkeling had doorgemaakt. Vijftig dwaasheden was een titel die de auteur "gezien de totale verandering die zijn werk heeft ondergaan, nu niet meer zou kunnen gebruiken: de lach is bij hem gebleven, maar vergaat hem nu ook herhaaldelijk." De vroege cursiefjes zijn het best als "jolig" te kenschetsen en door Carmiggelt zelf wel als "slapstick-humor" omschreven. Geleidelijk ontwikkelde het proza zich zo, dat de personages niet langer slachtoffer van "een ongewone situatie" waren, maar van de "condition humaine" waarvan de specifieke situaties slechts de momentane manifestering zijn.
In 2004 deelde Fens Carmiggelts werk in drie periodes in, waarvan zijn journalistieke oorsprong de eerste nog tekent, vanwege de duidelijke inleiding en afronding van de verhalen: "In later werk werd het begin door woordkeus, beelden, metaforen, integraal in het verhaal opgenomen, zo goed, dat je bij teruglezing pas de betekenis van alle onderdelen ervan ging zien." Fens meent dat de middenperiode "zijn mooiste, zeker zijn treurigste verhalen heeft opgeleverd (...) vaak verscheurend humoristisch". Ook volgens Van Gelder vormt het werk van Carmiggelt uit de late jaren vijftig en begin jaren zestig een hoogtepunt: uit die tijd dateren "veel van zijn mooiste verhalen".
Biografen Witteman en Van den Bergh achten de bewondering voor Carmiggelts productiviteit misplaatst. Een stuk van driekwart column, de omvang van een Kronkel, halen de meeste journalisten gemakkelijk elke dag. Dat geldt ook voor veel literaire auteurs, alleen publiceren die niet dagelijks. Bijzonder bij Carmiggelt is het hoge gemiddelde niveau van zijn werk. Dat vond ook W.F. Hermans, zelf geen vlotte schrijver als Couperus of Vestdijk: "Of Carmiggelt, dat vind ik verbazingwekkend. Zou 't bij hem altijd van een leien dakje gaan, elke dag? Nu ja, soms heeft hij toch ook van die rubrieken die uit boeken of mopjes bestaan, die mensen hem toesturen." In hun omschrijving zijn de vooroorlogse stukjes "druk en hilarisch", duidelijk bedoeld om de lach op te wekken. Ook na de oorlog was de toon nog luchtig, al groeide het vermogen om te doseren: "de schaterlach werd een relativistische glimlach, de slapstick werd understatement." In de tweede helft van de jaren zestig worden "de eerste grijstonen" en "matheid" zichtbaar, tegelijk met het rijpingsproces dat een grote beheersing van de kunst van het weglaten meebracht. Suggestie en verzwijgen kwamen in de plaats van beschrijving, beschouwing en bespiegeling namen het over van de pointe. Steeds meer liet hij over aan de verbeelding. Tegen zijn oude dag werd het werk niet alleen kaler, maar ook gelaten en zelfs somber. De ontwikkeling is af te lezen aan de titels van de bundels: de eerste periode leverde vrolijke titels op als Allemaal onzin, Kraaltjes rijgen of Haasje over, in de tweede kregen de bundels titels als Twijfelen is toegestaan en Gewoon maar doorgaan, om eind jaren zeventig en begin jaren tachtig uit te monden in De avond valt en Schemeren.

### Invloeden
De jonge Carmiggelt ging van jongensboeken naar de gebundelde 'Falklandjes', cursiefjes van Herman Heijermans: "Ze hebben mijn stijl ook erg beïnvloed. Ik deed dat in de eerste jaren van de middelbare school na." Daarna kwam Willem Elsschot: "Toen ik achttien, negentien was, ontdekte ik Elsschot, dat werd mijn held." Ook had hij grote bewondering voor en affectie met het werk van Anton Tsjechov, waarin hij het gebrek aan werkelijke communicatie het overheersende motief ziet: "Maar het mooie is dat hij, uitgaande van dat gegeven, niet versombert, maar erom kan lachen. (...) Iets dat droevig is, is tezelfdertijd vaak komisch. Dat heeft hij voortreffelijk gedaan."
De invloed van Elsschot op Carmiggelts schrijfstijl is volgens Fens aanwijsbaar "tot in de konstruktie van sommige soorten zinnen toe", waarbij hij als voorbeeld wijst op de "altijd verrassende" zinnen met het voegwoord "want", "die een mededeling of observatie in een algemeen perspectief zetten."

### Amsterdam
"Ook Amsterdam is zijn weduwe", luidde de openingszin van het herdenkingsartikel dat Kees Fens bij Carmiggelts overlijden aan de Volkskrant bijdroeg.
Carmiggelt beschouwde de stad Amsterdam vanwege haar veelzijdigheid als een ideaal verhaaldecor: "Men kan Amsterdam gebruiken als rijk geschakeerd materiaal voor een visie, voor een stemming, voor een gevoelde atmosfeer, die men wil geven." Hoewel veel van Carmiggelts werk zich afspeelt in Amsterdam, blijft het decor vaak impliciet: zo locaties al worden gegeven, wordt volstaan met aanduidingen als "in Artis" of "op het Rembrandtplein". Dit in tegenstelling tot verhalen uit andere steden als Parijs of Londen, waarover Carmiggelt precies beschrijft waar hij is geweest, welke bezienswaardigheden hij bezocht en hoe het eruitzag. Volgens journalist Theodor Holman suggereert Carmiggelt een grote vertrouwdheid met Amsterdam die beschrijvingen overbodig maakt. Zodoende gaat de stad fungeren als een "onzichtbaar decor" dat niet op papier, maar alleen in het hoofd van de lezer bestaat. Daarom is Carmiggelts Amsterdam volgens Holman "het produkt van zuivere literatuur, die immers dient te suggereren."

## Thematiek
Rodenko ziet in de cursiefjes een tegenstelling tussen personages die wel en die geen "welomschreven functie in de maatschappij hebben" en volgens hem ligt het hart van de auteur bij de laatste groep, die in zijn werk voorkomt in de gedaante van "kinderen, dieren, dronkaards en oude mannetjes." Personages die wel een vastliggende positie hebben komen voor als "kelners, portiers, bestuursleden, gidsen", maar ook als idealisten, met "steeds dezelfde 'zindelijke glimlach' (...) hetzelfde 'blijmoedige VPRO-gezicht'." Een "principiële vegetariër", zo heet het in de bundel Vergeet het maar, "drukt maar op de knop als hem wat gevraagd wordt en hoep – daar schiet de Hollerithkaart met het antwoord zijn bewustzijn al binnen." Slachtoffers van Carmiggelts spot zijn mensen met meningen, gelijkhebbers of mensen met "zorgvuldig opgekweekte levensbeschouwingen". In de ogen van Fens zijn Carmiggelts meest geslaagde personages "niet weg te denken individuen geworden; dat hebben ze met alle belangrijke roman- en verhaalfiguren gemeen."
Aansluitend bij Rodenko onderscheidt Fens twee hoofdsoorten in de verhalen. De ene soort zijn de kinder- en poezenverhalen, waar "de ongedwongenheid van het leven zonder maatschappelijke bindingen en dwars door alle konventies heen" een veelal humoristisch contrast oplevert met het "aan banden gelegde leven van de volwassenen." De kroegverhalen zetten werkelijkheid en vluchtplaats in een schijnbestaan tegenover elkaar en dit verhaaltype levert volgens Fens "het beste op dat Carmiggelt geschreven heeft; de eerste bundel Kroeglopen vormt voor mij het hoogtepunt van zijn werk". Neerlandici Garmt Stuiveling en G.W. Huygens omschrijven het werk als "vermakelijke en puntige waarnemingen, commentaren, reisbelevenissen, herinneringen en fantasieën", met als voornaamste motieven, naast de al genoemde, de aftakeling van de ouder wordende mens en het aan Chaplin verwante tafereel van de kleine man in een onverwachte situatie.
De onderwerpen die in zijn cursiefjes ter sprake komen, omschrijft letterkundige C. de Ruiter als het "maatschappelijke verkeer", waarbij enkele onderwerpen "opvallend frequent" voorkomen: mensen in cafés, oude mensen, kinderen en dieren, vooral katten.
Fens ziet de "condition humaine" als thema, waarmee hij doelt op het contrast "tussen ideaal en werkelijkheid, tussen de hang naar vrijheid en de gebondenheid door de maatschappij, tussen vrijheid en conventies ook, tussen de barre werkelijkheid van alledag en de tijdelijke ontsnapping daaraan in een kunstmatige toestand." Het is alleen aan het mededogen van de auteur te danken dat zijn werk de "grondkleur van grijs" behouden heeft en niet gitzwart geworden is: "Carmiggelt is nooit wrang, zijn humor is nooit ten koste maar altijd, als dat zo gezegd mag worden, ten bate van de mens."
Ook biograaf Henk van Gelder acht de schildering van "het verschil tussen droom en werkelijkheid" kenmerkend voor Carmiggelts verhalen, "doortrokken van een door relativisme aangescherpt inlevingsvermogen in het menselijk reilen en zeilen, dat ook wel wijsheid wordt genoemd."
Als verwante auteurs worden – ook door Carmiggelt zelf – meestal genoemd Tsjechov, Samuel Falkland maar meer nog de Duitse humorist Kurt Tucholsky en Elsschot.

## Overige genres

### Poëzie
Onder het pseudoniem Karel Bralleput liet Carmiggelt tussen 1948 en 1956 drie verzenbundels verschijnen, in 1961 samen uitgegeven onder de titel Torren aan de lijm. De verzen ontstonden in een periode waarin Carmiggelt in zijn bewoordingen "versjeskoorts" had en elke dag een gedicht maakte. Na enkele jaren verdween de aandrang om te dichten net zo plotseling als zij opgekomen was. Op bestelling dichten kon hij niet, er moest een idee zijn dat om poëtische vormgeving vroeg. Deze gedichten nemen een eigen plaats in het oeuvre in. De meeste verschenen op de achterpagina van De groene Amsterdammer en waren zo'n zestien rijmende regels lang, waarmee ze, mede door het vaste ritme, aan een sonnet deden denken. De toon was doortrokken van een weemoedige ironie. In enkele wordt de draak gestoken met de verhevenheid die de poëzie als genre aankleeft, maar andere drukken gevoelens uit die hij niet in zijn stukjes kwijt kon. Biograaf Van Gelder meent dat de strakke vorm van een gedicht Carmiggelt de beperkingen oplegde die hij nodig had om zijn gemoedsuitstorting in te houden, en noemt het gedicht 'In de trein' als duidelijkste voorbeeld hiervan:
Bij Vught dacht ik: hier is broer Jan gestorven
en ik zag mijn vader met zijn oud gezicht
rood opgezwollen toen het doodsbericht
zijn late leven toch nog had bedorven.
Volgens Kees Fens logenstraffen de gedichten de luchtigheid waarmee de auteur voorgaf zijn poëtische productie niet erg serieus te nemen. De aard van de poëzie kan vergeleken worden met die van Jan Greshoff en E. du Perron: "De poëzie is een weinig verhevene, de taal is een zeer direkte, het vers is anekdotisch, de toon parlando." Als meest opmerkelijke kenmerk noemt Fens dat in de gedichten de ernst van Carmiggelts latere proza al aanwezig is: "Al kunnen de verzen luchtig aandoen, de ondertoon is droevig; vele verlopen ook van ideaal (meestal in de jeugd) naar de ontnuchtering later en de berusting in dat onvermijdelijke". Deze ontnuchtering krijgt nogal eens gestalte in de gedaante van de mislukte artiest wiens schijnwereld instort, waarna zijn armoede en gebrek aan talent niet langer ontkend kunnen worden.

### Teksten voor cabaret en andere niet-gedrukte media
Carmiggelt verzorgde samen met Annie M.G. Schmidt jarenlang lezingen door heel Nederland. Hij schreef talloze teksten voor Wim Sonneveld en Wim Kan. Kan boekte succes met een conference over de absurde tekst van kinderliedjes als Ik zag twee beren broodjes smeren. Bekende conferences van Sonneveld naar Carmiggelts teksten zijn Croquetten, De gulle lach, De jongens over een vader die aanziet dat de opeenvolgende vriendjes van zijn dochter komen mee-eten, gebaseerd op de Kronkel van 6 augustus 1958 over de uitbater van een haringkar die zich het eerste vriendje van zijn dochter herinnert ("een gluiperd van het zuiverste water", "ik droom nog wel eens van hem als ik wat zwaar getafeld heb"). Carmiggelts eigen ervaringen met theateroptredens leverden hem rond 1950 de Kronkel Croquetten op, het waargebeurde verhaal over een zaalhouder die op basis van de aard van het optreden de omzet van zijn bar probeert te schatten, die een klassieke conference van Sonneveld zou worden. Ook maakte hij teksten voor films van Bert Haanstra, die hij soms zelf insprak. Hij las wekelijks voor uit eigen werk op de VARA-radio en maandelijks op de VARA-televisie. Laat op de avond droeg hij een van zijn columns op zijn karakteristieke zeer droge toon voor, na de herkenningsmelodie van Duke Ellington: In a sentimental mood.

## Opvattingen

### Politiek
Carmiggelt zag de democratie als de minst slechte van alle regeringsvormen, die als motto een uitspraak van E.M. Forster citeerde: 'Twee hoera's voor de democratie, één omdat ze verschillen toestaat en een tweede omdat ze kritiek velen kan. Twee zijn wel genoeg; voor een derde zie ik geen reden.' Hij was een sociaaldemocraat. Hij was een tegenstander van het communisme en na de oorlog versterkten zijn gesprekken in de horecagelegenheden van Parijs met emigranten uit Rusland zijn haat tegen het bolsjewisme nog. De strijd van de Sovjet-Unie tegen Hitler maakte Carmiggelt niet milder, eerder leidden de oorlogservaringen tot een verharding van zijn wantrouwen tegen een staatsbestel zonder partijdemocratie. Toch keerde hij zich tegen een al te ongenuanceerde verwoording van anti-communistische standpunten. Toen hoofdredacteur Goedhart zich in 1952 fel tegen het communisme had uitgesproken, schreef Carmiggelt hem: 'De communisten neem ik niet tegen je in bescherming, maar wel onze fatsoenlijke lezers die wij alleen uit de handen van de fellow travellers kunnen houden als wij een krant maken die dagelijks bewijst dat de democratie iets te verdedigen heeft.'
In 1951 zegde Carmiggelt zijn medewerking aan De Groene Amsterdammer op, vanwege het standpunt dat dit blad innam inzake de Koreaanse Oorlog. Het blad schreef dat de VS de oorlog hadden uitgelokt en schreef de Sovjet-Unie een vredelievende houding toe. Carmiggelt meende echter met Het Parool dat het vrije Westen een eerlijke strijd tegen het communistische land voerde. Carmiggelt stelde zich hard op en meende dat ook andere redacteuren van de krant niet meer voor De Groene moesten schrijven. Om die reden trok hij nog tot 1956 fel van leer tegen Evert Werkman, die hij van communistische sympathie verdacht en als een aartsvijand beschouwde. Zijn aanval op Werkman typeerde Annie M.G. Schmidt als een 'heksenjacht'. De principiële en onverzoenlijke Carmiggelt zei op straat nooit meer gedag tegen iemand van De Groene.
Carmiggelt was tegen dogmatisme en mede door zijn oorlogservaringen vooral een venijnig opponent van het pacifisme van de Derde Weg. In zijn gedicht De vrijheid, och..., dat klassiek is geworden, maakte hij korte metten met pacifistische intellectuelen:
De vrijheid is, als op het stil verraad
van louche proffen en humane heren,
die onze weerstand zalvend wegmasseren,
in dit beschaafde land geen celstraf staat.
En dat we hardop kunnen zeggen 'neen'
tegen McCarthy en zijn wilde hysterie,
maar ook tegen die zwendelbende, die
de vrede predikt door Moskous vuurmond heen.
Met de 'zwendelbende' was de factie van Derde Weg bedoeld; Carmiggelts ergernis gold de vaagheid van de pacifistische vrijheidsopvatting, waar hij aan het slot van zijn vers tegenover stelde:
Dat is die vage vrijheid – dat alleen.
Maar concentratiekampen zijn nooit relatief.
Op de inval van Hongarije door de Sovjet-Unie in november 1956 reageerde Carmiggelt door een ruit in te gooien van de redactie van De Waarheid in het gebouw van Felix Meritis aan de Keizersgracht, tevens hoofdkwartier van de CPN. Vervolgens liet hij zich arresteren. Met zo'n twintig andere schrijvers waaronder Max Dendermonde en Adriaan Morriën, zegde Carmiggelt zijn lidmaatschap van schrijversvereniging PEN op, die was opgericht om de vrije meningsuiting van schrijvers wereldwijd te bevorderen. Op de rumoerige vergadering van 10 november weigerde het bestuur een resolutie aan te nemen die het lidmaatschap ontzegde aan schrijvers die lid van de CPN waren. De afgezwakte resolutie bood auteurs als CPN-bestuurder Theun de Vries de gelegenheid zich van de inval te distantiëren en toch bij de CPN te blijven. Carmiggelt wenste geen omgang met kringen die het communisme niet duidelijk afwezen.
In de loop van de jaren zestig bleef Carmiggelt met steeds minder overtuiging stemmen op de PvdA, waarin hij extreemlinkse neigingen zag die de partij naar de pacifistische Derde Weg van de PSP dreef. Bij de verkiezingen van 1967 stemde hij alleen nog op Joop den Uyl op aanraden van Karel van het Reve. Bij de verkiezingen van maart 1970 stemde Carmiggelt niet, omdat hij niet tot een keuze wist te komen: de flirt van de PvdA met de PSP en de kritiek van Nieuw Links op Israël deelde hij niet. In april 1971 ging zijn voorkeurstem naar Gerda Brautigam (PvdA).
Zijn afkeer van dogmatisme beleed Carmiggelt ook in de titel van een bundeling van in 1969 in Het Parool verschenen "Kronkel"-cursiefjes: Twijfelen is toegestaan (1970).

### Religieus
In zijn Kronkel van 11 mei 1960 formuleerde Carmiggelt, naar aanleiding van een rel waarbij hij werd beschuldigd van godslastering en het kwetsen van gelovigen, zijn standpunt inzake godsdienst. Ten eerste kon hij onmogelijk verzekeren zich van kwetsing te zullen onthouden: "Wie, zoals ik, behoort tot het niet gelovig, twijfelend volksdeel, kan namelijk onmogelijk gewaar worden wanneer en waarmee het wèl gelovig, zeker wetend volksdeel wordt gekwetst." De gevoeligheden verschilden nogal per gelovige. Ten tweede meende hij dat het voor ongelovigen als Carmiggelt zelf evenzeer kwetsend was wanneer een dominee beweerde dat alleen kerkelijke huwelijken zuiver zouden zijn: "Maar ik loop er niet mee naar mijn Kamerlid. Want één christelijke deugd bezit ik in zulke zaken – ik ben verdomd verdraagzaam."

## Reputatie

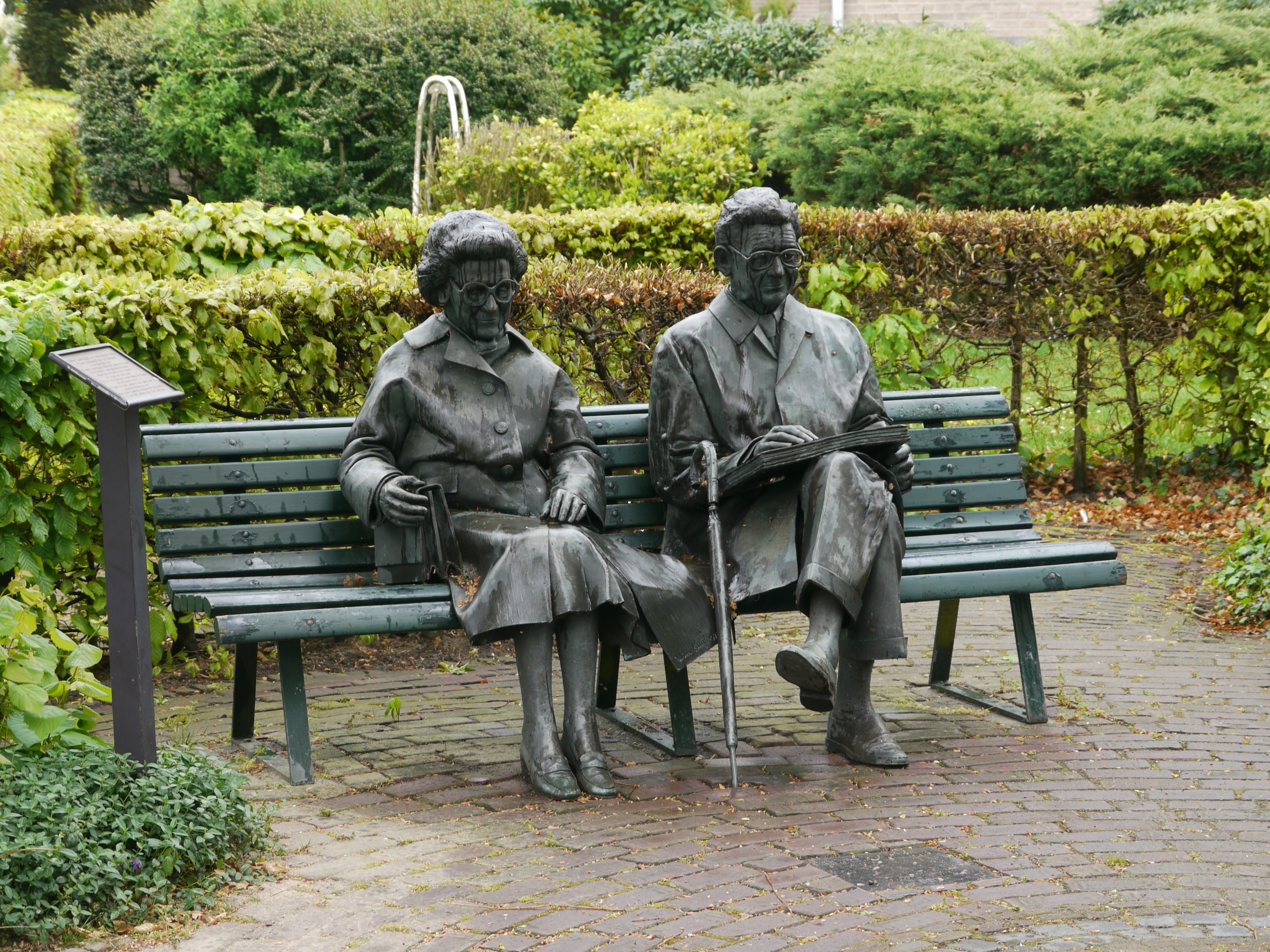
Beeld van Simon Carmiggelt met zijn vrouw Tiny op een bankje in De Steeg. Het beeld werd in januari 2012 door koperdieven gestolen en vernield. Een jaar later werd het, gerestaureerd en beveiligd, teruggeplaatst.

Hoewel de dichter A. Roland Holst Carmiggelt bij zijn vijftigste verjaardag een groot miniaturist noemde, werd hij lang aangezien voor niet meer dan een humoristische auteur: "pas later ging men inzien dat hij een van onze beste stilisten is", aldus letterkundige J.A. Dautzenberg, die de term humorist te beperkt acht: "veel van zijn verhalen – en vaak de beste – zijn eerder treurig, melancholiek en weemoedig dan grappig." Essayist Jacq Vogelaar kende hem een grote invloed toe op de naoorlogse literatuur: "Realisme is daar nog altijd troef en stilistisch lijkt het merendeel van het Nederlands proza na de wereldoorlog schatplichtig aan Carmiggelt".
Carmiggelt werd geroemd om zijn situatiehumor, hij observeerde scherp en creëerde dan een beeld of vergelijking, "waarin de mens niet alleen uiterlijk maar ook innerlijk helemaal wordt opgeroepen" aldus Kees Fens. In 1954 introduceerde hij in het cursiefje Het woord het neologisme epibreren, dat Van Dale haalde.
Carmiggelt schreef zijn stukjes niet op een redactiekantoor; hij schreef ze thuis, op een bankje in het park, in de kroeg – hij hield er in 1972 een drankprobleem aan over – op een terrasje, enzovoort, onveranderlijk met een mooie balpen, een van de vele uit zijn uitgebreide collectie, want hij had iets met pennen, zei hij zelf. Als het stukje af was, deponeerde hij het in een speciaal daartoe aangebracht busje onder zijn deurbel. Een koerier van de krant kwam het daar elke dag ophalen.
Slenterend door de stad vond hij zijn thematiek: hij verwerkte een detail van een banaal voorval tot een compleet verhaal, luisterde naar mensen en gebruikte elementen uit hun conversaties, verplaatste, herschikte, versterkte, stileerde en bouwde. Soms verwerkte hij de gegevens, verzameld over een tijdsspanne van weken, tot een samenhangend geheel, soms was het cursiefje zo uit het leven opgeschreven. En altijd heeft de lezer de indruk dat deze eigenste anekdote zich dagelijks ontelbare malen voordoet: elke situatie heeft een grote vorm van herkenbaarheid, van identificatie ook.
In het eerste verhaal Hel van De rest van je leven (1979) sprak hij over een vriend van hem, de schilder/dichter Willem Hussem.
In de aanhef van de bundel Welverdiende onrust (1982) citeerde Carmiggelt Woody Allen: "Natuurlijk is alles wat iemand schrijft uiteindelijk autobiografisch", wat erop moge duiden dat hij zich zeer nauw betrokken voelde bij de situaties en mensen, waarover hij schreef. Vandaar ook de grote mildheid waarmee hij dat telkens deed:
"Hij is," zei Jan Greshoff, "nooit geestig ten koste van iemand of iets."
Die milde ironie had Carmiggelt met Elsschot gemeen, voor wie hij een levensgrote bewondering koesterde, met wie hij goed bevriend raakte en over wie hij boeiend publiceerde in Ontmoetingen met Elsschot (1985). Ook Adriaan Roland Holst, Kurt Tucholsky, Tsjechov en Nescio droeg hij in het hart. In 1993 verscheen  'Van u heb ik ook een heleboel gelezen...' - tien kronkels van S. Carmiggelt over Nescio, samengesteld en geannoteerd door Maurits Verhoeff e.a..

## Biografie
Van Henk van Gelder (1946), freelance publicist op velerlei gebied, verscheen in 1999 Carmiggelt - Het levensverhaal. Van Gelder publiceerde eerder biografieën van Jacques van Tol (De spookschrijver) en Abraham Tuschinski. In deze biografie komen de meerdere kanten van Carmiggelt naar voren: de publieke persoonlijkheid, die hij bewust cultiveerde en naar voren schoof, en de persoon achter dat zelfopgetrokken imago: de man die zichzelf uit de schaduw moest halen van zijn tijdens de Duitse bezetting verraden en gefusilleerde broer, die aan de oorlog een aan fanatisme grenzend wereldbeeld overhield, en die zichzelf ondanks drank en depressies overeind trachtte te houden. Een man ook, die echter tevens in staat bleek bij gelegenheid uit de band kon springen en zich dan een gretig feestvierder ontpopte, doch tegelijk ongenadig hard kon zijn voor zichzelf en anderen, en anderzijds de tranen voelde opkomen als hij zijn favoriete 'In a sentimental mood' van Duke Ellington hoorde. Door getuigenissen van vrienden en tijdgenoten, en door een analyse van de duizenden onbekend gebleven Kronkels, rijst in Van Gelders biografie een veelzijdiger en boeiender beeld op dan tot dusver bekend was van Carmiggelt. 

## Prijzen
Carmiggelt werd enkele keren bekroond: in 1953 kreeg hij een prijs van de Haagse Jan Campert-stichting, in 1961 werd hem vanwege dezelfde stichting de Constantijn Huygens-prijs toegekend voor zijn volledige oeuvre, in 1967 de vijfjaarlijkse Boekenverkopersprijs en in 1974 de hoogste Nederlandse, literaire onderscheiding: de P.C. Hooft-prijs. Hij ontving ook nog de volgende prijzen:
- 1967 - Prijs van de Amsterdamse Boekverkopers Vereniging voor zijn gehele oeuvre, met name Fluiten in het donker
- 1975 - Edo Bergsma-ANWB-prijs voor zijn gehele toeristische oeuvre
- 1975 - J.P. van Praag-prijs

## Trivia
- Carmiggelt heeft een cameo in de Vlaamse stripreeks De Kiekeboes door Merho in het album Kiekeboe in Carré waar hij een borrel drinkt in een café terwijl Balthazar met zijn opdrachtgever belt.
- De documentaire Vroeger kon je lachen uit 1983 van regisseur Bert Haanstra is een film rond Carmiggelt, Haanstra's nauwste geestesverwant. Carmiggelt verzorgde onder andere het commentaar van een aantal van Haanstra's documentaires, waaronder Alleman uit 1963. Vroeger kon je lachen bestaat uit een aantal scènes gespeeld door Nederlandse acteurs, die een aantal cursiefjes van Carmiggelt spelen, al dan niet in aanwezigheid van Carmiggelt zelf.
- Voor twaalf verhalen, gespreid over vier afleveringen, van de AVRO-televisieserie Mensen zoals jij en ik (met in de hoofdrol Kees Brusse) verzorgde Simon Carmiggelt in 1983 de introductie.
- Henk van Gelder publiceerde in 2013 het boek Dwalen door Amsterdam met S. Carmiggelt.Ter gelegenheid van de honderdste geboortedag van Carmiggelt neemt van Gelder, biograaf van Carmiggelt en Amsterdams ingezetene, de lezer aan de hand van speciaal daartoe geselecteerde Kronkels mee uit wandelen op diverse Carmiggelt-routes. Vele Kronkels in Dwalen door Amsterdam waren niet eerder in boekvorm gepubliceerd.

## Eerbetoon
- Op 24 september 1979 heeft hij de openbare Simon Carmiggeltschool in Delft geopend die met zijn toestemming naar hem is vernoemd.
- Op 25 oktober 1988 werd in het Eerste Weteringplantsoen een Buste Simon Carmiggelt onthuld.
- In 1990 gevolgd door het echtpaar Carmiggelt op een bankje in De Steeg.
- Hij werd in 2004 geselecteerd voor de verkiezing van De grootste Nederlander en eindigde op de 118de plaats.
- Op 30 november 2007, de twintigste sterfdag van Carmiggelt, speelde de stadsbeiaardier van Amsterdam op het klokkenspel van de Westertoren het nummer "In a sentimental mood".
- In oktober 2013 speelde Laus Steenbeeke Carmiggelt in een aflevering van Koefnoen waarin hij ter gelegenheid van zijn honderdste verjaardag een dag terug naar de aarde mag.[275]
- Niet ver van de Openbare Bibliotheek Amsterdam is een Simon Carmiggeltstraat en een Simon Carmiggeltbrug.

### Vertalingen
- 1954 - Alles für die Katz
- 1954 - Mach dir nichts draus
- 1955 - Abenteuer mit Kindern
- 1956 - Pariser Souvenirs
- 1958 - Hohe Schule
- 1959 - Einfach unerhört
- 1961 - Von Katzen und kleinen Kindern
- 1966 - A Dutchman's slight adventures
- 1969 - Die Kunst, Großvater zu sein
- 1970 - Die Kunst, stillvergnügt zu sein
- 1972 - I'm just kidding: More of a Dutchman's slight adventures
- 1980 - Heiteres aus Amsterdam
- 1982 - Humor sekolom senyum dikulum
- 1985 - Neskol'ko bespoleznych soobraženij
- 1985 - Chodene po kretsjmite
- 1988 - Che cos' è un Amsterdammer
- 1993 - Il venditore di aringhe e altri racconti di Amsterdam
- 2002 - Morgau denove ni vidu; Esperanto-vertaling van Gerrit Berveling van Morgen zien we wel weer
- 2003 - It Sometimes Sounds Very Nice
- 2009 - Die geschenkte Katze
- 2014 - Flonkergood

## Langspeelplaten
- 1970 Carmiggelt leest Carmiggelt
- Kroeglopen
- Mensen
- Amsterdammers
- Ze doen maar (tevens boektitel)

## Biografie
- 1975 - Simon Carmiggelt door Luc Verhuyck (gedeeltelijk in samenwerking met Theo Jochems). Brugge: Uitgeverij Orion - Den Haag: Uitgeverij Scheltens & Giltay.
- 1988 - Simon Carmiggelt 1913-1987 door A.M. de Bakker. Lelystad: Stichting IVIO (AO-boekje 2206).
- 1996 - Een erg moeilijk vak. S. Carmiggelt in de reclame door Henk van Gelder. Nieuwerkerk Zld.: De Carmiggeltvrienden.
- 1998 - S. Carmiggelt; Een levensverhaal door Sylvia Witteman en Thomas van den Bergh. Amsterdam: Uitgeverij De Arbeiderspers.
- 1999 - Carmiggelt; Het Levensverhaal door Henk van Gelder. Amsterdam: Nijgh & Van Ditmar.
- 2000 - Geen Kronkel, geen Bralleput door Henk van Gelder. Amsterdam: Vereniging van Carmiggeltvrienden.